# Chelsea F.C.
Câu lạc bộ bóng đá Chelsea (tiếng Anh: Chelsea Football Club) là một câu lạc bộ bóng đá chuyên nghiệp của Anh có trụ sở tại Fulham, London. Được thành lập vào năm 1905, câu lạc bộ hiện đang thi đấu tại Premier League, giải đấu hàng đầu của bóng đá Anh. Chelsea là một trong những câu lạc bộ thành công nhất nước Anh, giành được hơn 30 danh hiệu, bao gồm 6 chức vô địch quốc gia và 7 danh hiệu châu Âu. Sân nhà của họ là Stamford Bridge.
Chelsea giành được danh hiệu lớn đầu tiên, chức vô địch Football League vào năm 1955. Câu lạc bộ đã giành được Cúp FA lần đầu tiên vào năm 1970 và danh hiệu châu Âu đầu tiên của họ, Winners' Cup, vào năm 1971. Sau một thời gian sa sút vào cuối những năm 1970 và 1980, câu lạc bộ đã hồi sinh vào những năm 1990 và gặt hái được nhiều thành công hơn trong các giải đấu cúp. Hai mươi lăm năm qua là giai đoạn thành công nhất trong lịch sử của Chelsea: họ giành được 5 chức vô địch Premier League, 7 FA Cup, 4 League Cup, 2 FIFA Club World Cup, 2 UEFA Champions League, 2 UEFA Europa League và 1 UEFA Conference League. Chelsea là một trong năm câu lạc bộ đã vô địch cả ba giải đấu cấp câu lạc bộ chính của UEFA, là câu lạc bộ Anh đầu tiên giành được cú ăn ba giải đấu của UEFA và là câu lạc bộ London duy nhất vô địch Champions League.
Màu sắc trang phục sân nhà của Chelsea là áo sơ mi màu xanh hoàng gia và quần đùi với tất trắng. Huy hiệu của câu lạc bộ có hình một con sư tử chồm hung hăng cầm cây quyền trượng. Câu lạc bộ là đội bóng kình địch với Arsenal, Tottenham Hotspur và Leeds United. Dựa trên số liệu tham khảo, câu lạc bộ có lượng người hâm mộ lớn thứ sáu ở Anh. Xét về giá trị câu lạc bộ, Chelsea là câu lạc bộ bóng đá có giá trị lớn thứ sáu trên thế giới, đáng giá 2,13 tỷ bảng Anh (2,576 tỷ đô la) và là câu lạc bộ bóng đá có thu nhập cao thứ tám trên thế giới, với thu nhập hơn 428 triệu euro trong mùa giải 2017–18. Kể từ năm 2022, Chelsea thuộc sở hữu của tỷ phú người Mỹ Todd Boehly.

## Lịch sử

### Giai đoạn đầu

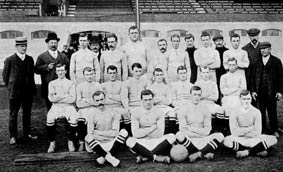
Đội Chelsea đầu tiên vào tháng 9 năm 1905

Năm 1904, Gus Mears mua lại sân vận động thể thao Stamford Bridge với mục đích biến nó trở thành một sân bóng đá. Lời đề nghị cho câu lạc bộ ở gần đó Fulham thuê sân đã bị từ chối, vì thế Mears tự làm chủ một câu lạc bộ để sử dụng sân bóng đá. Do đã có đội bóng mang tên Fulham ở trong quận, tên của quận lân cận Chelsea được lựa chọn cho câu lạc bộ mới; các tên như Kensington FC, Stamford Bridge FC và Luân Đôn FC cũng đã được xem xét chọn lựa. Chelsea được thành lập ngày 10 tháng 3 năm 1905 tại quán rượu The Rising Sun (nay là The Butcher's Hook), đối diện với lối vào chính của sân vận động ngày nay nằm trên đường Fulham Road, và được lựa chọn vào Football League ngay sau đó.
Câu lạc bộ lên First Division ngay trong mùa giải thứ hai của họ, và lên xuống hạng thường xuyên giữa First và Second Divisions trong những năm đầu thành lập. Họ vào tới Chung kết FA Cup 1915, nơi đã để thua Sheffield United trên sân Old Trafford, và kết thúc ở vị trí thứ ba tại First Division năm 1920, thành tích tốt nhất của câu lạc bộ tại giải quốc gia thời điểm đó. Chelsea thu hút một lượng đông đảo khán giả tới sân và tạo được danh tiếng vì ký được hợp đồng với những cầu thủ có tên tuổi, nhưng thành công vẫn lẩn trốn câu lạc bộ những năm giữa hai cuộc chiến.
Cựu tiền đạo trung tâm của Arsenal và tuyển Anh Ted Drake trở thành huấn luyện viên trưởng năm 1952 và tiến hành hiện đại hóa câu lạc bộ. Ông đã cho bỏ biểu trưng người hưu trí Chelsea, cải thiện hệ thống đào tạo trẻ và phương pháp luyện tập, tái xây dựng đội bóng với những cầu thủ từ các giải đấu thấp hơn và nghiệp dư, ông đã dẫn dắt Chelsea giành được danh hiệu lớn đầu tiên – chức vô địch quốc gia – mùa giải 1954–55. Mùa giải sau đó UEFA tạo ra European Champions' Cup, nhưng do sự phản đối từ The Football League và FA Chelsea đã bị buộc thuyết phục rút lui khỏi giải đấu từ trước khi nó khởi tranh. Chelsea đã thất bại trong việc duy trì thành công và chỉ kết thúc ở khu vực giữa bảng xếp hạng trong những năm 1950 sau đó Tommy Docherty lên làm huấn luyện viên kiêm cầu thủ.

Thứ hạng của Chelsea tại giải quốc gia giai đoạn 1906–2016

Docherty xây dựng đội bóng mới xung quanh một nhóm các cầu thủ trẻ tài năng đang nổi từ hệ thống đào tạo trẻ của câu lạc bộ, Chelsea luôn nằm trong nhóm tranh chấp danh hiệu suốt những năm 1960, tuy nhiên đều không thành công. Mùa giải 1964–65 họ có cơ hội giành cú ăn ba League, FA Cup và League Cup đến những vòng đấu cuối cùng, tuy nhiên họ chỉ giành được League Cup và thất bại ở hai giải đấu còn lại. Trong ba mùa giải đội bóng để thua ở ba trận bán kết của các giải đấu lớn và một lần giành á quân FA Cup. Dưới thời người kế nhiệm Docherty, Dave Sexton, Chelsea giành chức vô địch FA Cup năm 1970, đánh bại Leeds United 2–1 trong trận đá lại chung kết. Chelsea cũng giành danh hiệu châu Âu đầu tiên, UEFA Cup Winners' Cup, năm sau đó, trong một trận đá lại khác, lần này là trước Real Madrid ở Athens.
Cuối những năm 1970 đến những năm 1980 là một thời kỳ hỗn loạn của Chelsea. Do tham vọng mở rộng Stamford Bridge đã đe dọa đến tình hình tài chính của câu lạc bộ, các cầu thủ ngôi sao bị bán đi còn đội bóng thì xuống hạng. Vấn đề khác nữa là các nhóm hooligan khét tiếng ở trong cổ động viên, làm đau đầu câu lạc bộ hàng thập kỷ. Năm 1982, Chelsea đã gặp may trong giai đoạn đen tối nhất khi được thu mua lại bởi Ken Bates với giá tượng trưng một bảng Anh, mặc dù lúc đó quyền sử dụng sân Stamford Bridge đã bị bán cho các nhà phát triển bất động sản, điều đó có nghĩa câu lạc bộ phải đối mặt với nguy cơ mất sân nhà. Trên sân cỏ, đội bóng có cải thiện theo chiều hướng tốt hơn, từ việc đối mặt với nguy cơ xuống Third Division lần đầu tiên, nhưng đến năm 1983 huấn luyện viên John Neal đã tạo nên một đội bóng mới ấn tượng với kinh phí hạn hẹp. Chelsea giành chức vô địch Second Division mùa 1983–84 và trụ vững tại giải đấu cao nhất, trước khi xuống hạng một lần vào năm 1988. Câu lạc bộ ngay lập tức trở lại sau khi vô địch Second Division mùa 1988–89.
Sau một thời gian dài đấu tranh pháp lý, Bates giành lại quyền sử dụng sân cho câu lạc bộ vào năm 1992 với thỏa thuận với ngân hàng chủ nợ của công ty bất động sản, công ty bị phá sản do sụp đổ thị trường. Thành tích của Chelsea khi thi đấu tại giải đấu Premier League mới là tương đối thuyết phục, mặc dù họ chỉ vào đến Chung kết FA Cup 1994 với Glenn Hoddle. Cho đến khi bổ nhiệm Ruud Gullit với tư cách cầu thủ kiêm huấn luyện viên năm 1996, số phận câu lạc bộ thay đổi. Ông mang về những cầu thủ quốc tế hàng đầu, câu lạc bộ vô địch FA Cup năm 1997 và một lần nữa trở lại với vị thế của một trong những câu lạc bộ hàng đầu nước Anh. Gullit được thay thế bởi Gianluca Vialli, người đưa đội bóng giành chức vô địch League Cup, UEFA Cup Winners' Cup và UEFA Super Cup năm 1998, FA Cup năm 2000 và lần đầu tham dự UEFA Champions League. Vialli bị sa thải và được thay bởi Claudio Ranieri, người đưa Chelsea tới Chung kết FA Cup 2002 và vòng loại Champions League mùa 2002–03.

### Thời chủ tịch Roman Abramovich (2003-2022)

#### Nhiệm kỳ đầu của Mourinho (2004-2007)

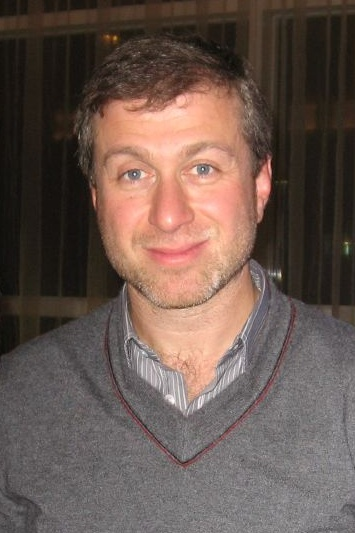
Roman Abramovich

Tháng 6 năm 2003, Bates bán Chelsea cho tỉ phú người Nga Roman Abramovich với giá 140 triệu bảng Anh. Trong năm đầu làm chủ tịch Chelsea, Roman Abramovich đã chi ra tổng cộng gần 111 triệu bảng Anh để tái thiết lại Chelsea. Những tân binh được mua về bao gồm Hernán Crespo, Adrian Mutu, Claude Makélélé hay Damien Duff. Với số tiền đã bỏ ra, Chelsea được mong đợi trở thành một ông lớn, tuy nhiên dưới sự dẫn dắt của huấn luyện viên Claudio Ranieri, niềm hi vọng đó bị dập tắt khi Chelsea không giành được bất kì một danh hiệu nào, họ xếp sau Arsenal tại Giải ngoại hạng, và bị đối thủ này loại ở Cúp FA. Ở UEFA Champions League năm 2004, Chelsea cũng đã lọt vào vòng bán kết trước khi dừng bước trước AS Monaco. Với việc trắng tay trên tất cả các giải đấu, Ranieri đã bị sa thải sau đó.

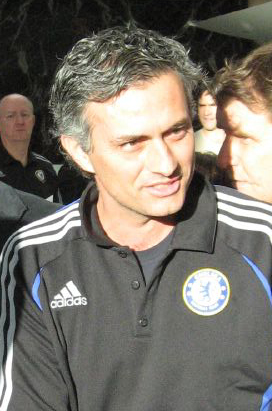
José Mourinho.

Sang mùa giải tiếp theo, Chelsea đã mời được huấn luyện viên người Bồ Đào Nha, ông José Mourinho về dẫn dắt The Blues. Mùa hè năm ấy, Chelsea đã có những sự bổ sung lực lượng quan trọng sau một mùa giải trắng tay như thủ môn Petr Čech, tiền đạo Didier Drogba hay hậu vệ Ricardo Carvalho. Mùa giải ấy Chelsea đã lật đổ sự thống trị của Arsenal và Manchester United khi đăng quang ngôi vô địch Giải Ngoại hạng Anh cùng điểm số kỷ lục 95 điểm với 29 trận thắng, hòa 8 trận và chỉ thua duy nhất 1 trận. Ngoài ra họ cũng giành được một danh hiệu khác là Cúp liên đoàn Anh sau chiến thắng kịch tính 3-2 sau 120 phút thi đấu tại trận chung kết với câu lạc bộ Liverpool. Tại Cup châu Âu năm ấy, Chelsea của Người Đặc Biệt José Mourinho dễ dàng vượt qua vòng bảng với thành tích xếp thứ nhất. Tại vòng 1/16, The Blues tiếp đón gã khổng lồ xứ Catalan, câu lạc bộ Barcelona. Mặc dù để thua 1-2 ở trận lượt đi trên sân Camp Nou, nhưng với chiến thắng bằng phong độ xuất sắc với tỷ số 4-2 ở trận lượt về diễn ra trên sân Stamford Bridge đã giúp Chelsea tiến vào vòng tứ kết. Đối thủ tiếp theo của Chelsea là câu lạc bộ số một nước Đức, Bayern Munich. Trận lượt đi diễn ra vào tháng 4 năm 2005, Chelsea đã đánh bại đại diện đến từ Đức với tỷ số 4-2. Mặc dù ở trận lượt về sau khi dẫn trước 2-1, Chelsea đã để Bayern ghi liền 2 bàn thắng và sau đó để thua 2-3, nhưng vẫn đủ để giúp The Blues giành vé vào vòng 4 đội mạnh nhất. Ở vòng 4 đội, Chelsea đón tiếp một đối thủ cũng đến từ nước Anh là câu lạc bộ Liverpool. Mặc dù đã cầm hòa được Lữ đoàn Đỏ ở trận lượt đi trên sân nhà, nhưng với "Bàn thắng ma" ở trận lượt về đã khiến đoàn quân của Mourinho đành dừng bước.
Mùa giải 2005-06 của Chelsea mở đầu bằng trận tranh Cúp FA Community Shield với đối thủ cùng thành phố Arsenal. Kết quả Chelsea đã vượt qua kình địch thành Luân Đôn với cú đúp của tiền đạo Didier Drogba, qua đó giành lấy danh hiệu đầu tiên của mùa giải. Tuy nhiên mùa giải 2005-06 chỉ có thể xem là tạm chấp nhận được khi Chelsea chỉ giành được 1 chức vô địch quốc gia. Tại giải Ngoại hạng Anh, họ tiếp tục vô địch với thành tích 29 trận thắng như mùa trước, hòa 4 và thua 5 trận. Đáng chú ý là trận thắng 3-0 của The Blues trước câu lạc bộ Manchester United. Tại Cup Liên Đoàn Anh, Chelsea bất ngờ trở thành cựu vương khi để thua 1 câu lạc bộ được đánh giá thấp hơn đến từ giải hạng dưới, Charlton Athletic. Dù được thi đấu trên sân nhà, nhưng Chelsea vẫn bị Charlton cầm chân 1-1 dẫn đến loạt sút luân lưu. Trên chấm phạt đền, hậu vệ Robert Huth đã đá hỏng trong khi 5 cầu thủ bên phía Charlton đều thực hiện thành công, qua đó khiến Chelsea bị loại. Còn tại Cúp FA, câu lạc bộ dừng chân trước đối thủ Liverpool sau khi để đối thủ này nhanh chóng dẫn trước 2-0, dù gỡ được 1 bàn nhờ công của Drogba nhưng Chelsea đành chấp nhận thất bại 1-2 và bị loại. Tại cúp châu Âu, một lần nữa The Blues lại gặp đối thủ Barcelona. Những lần này người bị loại lại là Chelsea sau khi để thua 1-2 trên sân nhà ở trận lượt đi, và chỉ có kết quả hòa 1-1 trên sân Camp Nou.

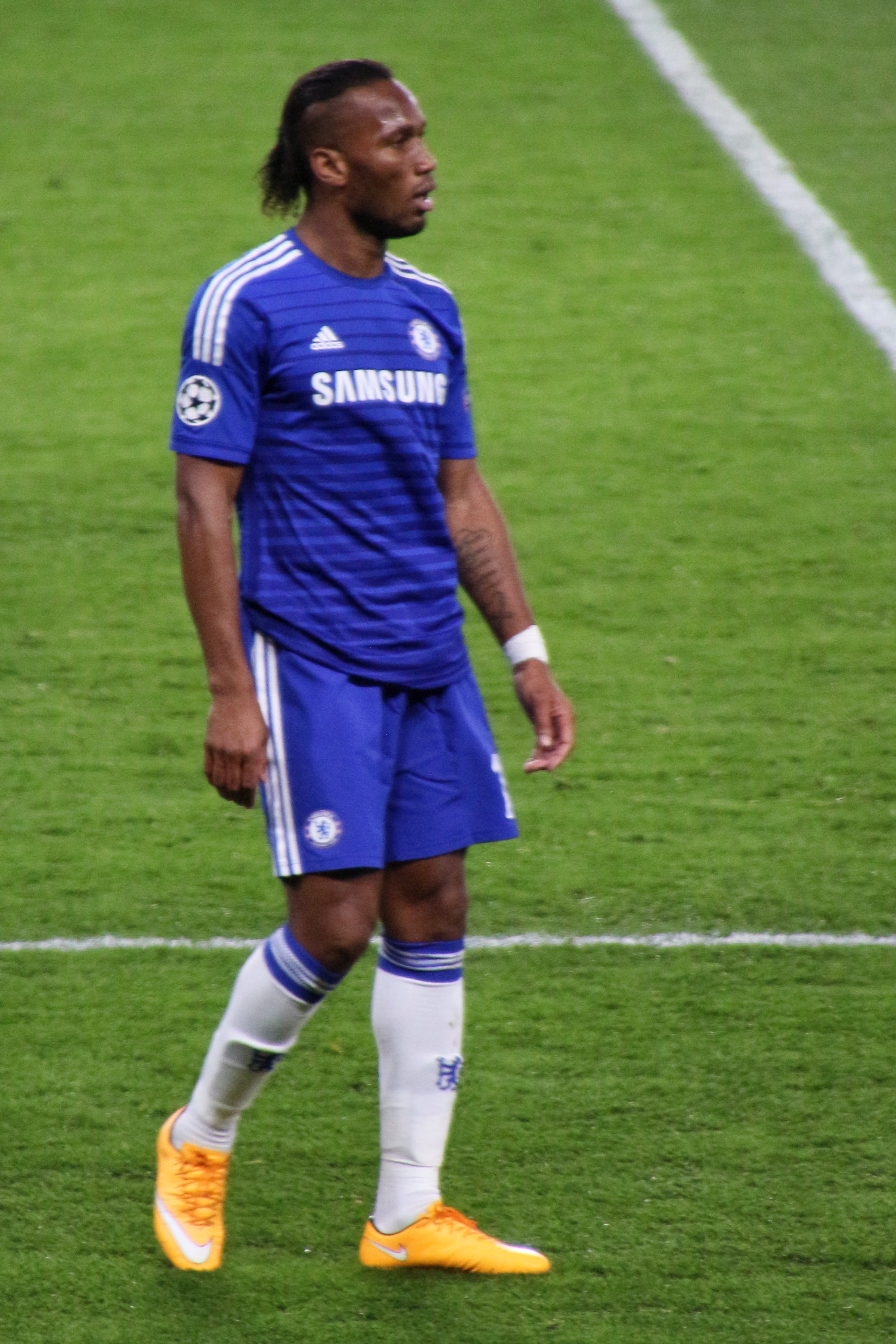
Didier Drogba, chân sút tốt nhất dưới thời Mourinho.

Mùa hè năm 2006, Chelsea đã ký hợp đồng với tiền đạo Andriy Shevchenko với mức phí 30 triệu bảng, nhưng đây là một bản hợp đồng có thể bị xem là hớ khi Shevchenko không thể tỏa sáng và mờ nhạt trước khi bị Mourinho cho dự bị. Mùa giải 2006-07 mở đầu khi đội bóng áo xanh để thua trận tranh Siêu cúp nước Anh trước Liverpool với tỉ số 1-2. Tiếp theo, đây cũng là mùa giải Chelsea không thể bảo vệ thành công ngôi vô địch Giải Ngoại hạng Anh. Câu lạc bộ xếp vị trí thứ 2 chung cuộc sau Manchester United. Mặc dù mất ngôi vô địch vào tay đối thủ đến từ Manchester nhưng Chelsea của Mourinho vẫn có thêm 2 danh hiệu từ Cúp FA và Cup Liên Đoàn Anh. Đối thủ tại 2 trận chung kết ấy chính là kình địch lâu năm của The Blues, câu lạc bộ Arsenal và tân vương Manchester United. Tại trận chung kết Cúp Liên Đoàn diễn ra tại Sân vận động Thiên niên kỷ ở Cardiff, Arsenal sớm có bàn thắng vượt lên dẫn trước nhờ bàn thắng của Theo Walcott nhưng với cú đúp của chân sút tốt nhất của Chelsea những mùa giải gần đây, Didier Drogba đã giúp Chelsea lật ngược thế cờ và giành được danh hiệu đầu tiên của mùa giải. Còn trận chung kết FA Cup tiếp đón Manchester United diễn ra trên Sân vận động Wembley, vẫn là bàn thắng của tiền đạo Drogba đã giúp Chelsea vượt qua MU để có được danh hiệu thứ 2 trong mùa giải. Tại UEFA Champions League năm 2007, Chelsea một lần nữa lọt vào vòng tứ kết, nhưng họ lại tiếp tục dừng bước trước đối thủ quen thuộc Liverpool. Cả hai lượt trận khép lại tổng tỉ số hòa 1-1 với chiến thắng 1-0 cho mỗi đội, trong loạt sút luân lưu, Chelsea với 2 pha đá hỏng ăn của Arjen Robben và Geremi Njitap đã giúp cho Liverpool có chiến thắng còn Chelsea bị loại.
Mùa giải 2007-08 được xem là mùa giải cuối cùng mà José Mourinho dẫn dắt Chelsea. Truyền thông đã đưa tin rằng Người đặc biệt đang có xích mích với ông chủ người Nga, Roman Abramovich về việc Mourinho ép tiền đạo Andriy Shevchenko phải ngồi dự bị. Chelsea khởi đầu mùa giải bằng trận thua trước Manchester United tại trận tranh Siêu cúp nước Anh. Sau 120 phút với tỉ số hòa 1-1, 2 đội tiến đến loạt sút luân lưu và danh hiệu đã thuộc về MU sau khi 3 cầu thủ bên phía Chelsea là Frank Lampard, Claudio Pizarro và Shaun Wright-Philipps đá hỏng. Khi Giải ngoại hạng Anh diễn ra, Chelsea khởi đầu khá thuận lợi sau 4 trận đầu giành được 10 điểm. Nhưng tại vòng 5 họ bất ngờ bị Aston Villa đánh bại với tỉ số 2-0, và sau đó để Blackburn Rovers cầm hòa trên sân nhà, cộng với việc mối quan hệ bất đồng giữa huấn luyện viên Mourinho và chủ tịch Abramovich thì vào ngày 20 tháng 9, Mourinho chính thức bị sa thải, thay thế ông là Avram Grant. Nhưng Avram Grant cũng chỉ có thể giúp Chelsea giành ngôi á quân tại giải vô địch quốc gia, sau đó là trận thua 1-2 trước câu lạc bộ Tottenham Hotspur tại trận chung kết Cúp Liên Đoàn. Và cay đắng hơn, năm đó Chelsea đã lọt vào trận Chung kết UEFA Champions League 2008 gặp Manchester United. Sau 120 phút hòa nhau 1-1, thì trong loạt sút luân lưu, tưởng chừng chức vô địch đã thuộc vể Chelsea sau pha đá hỏng của Cristiano Ronaldo, nhưng bất ngờ trung vệ John Terry lại trượt chân trong loạt sút của mình dẫn đến quả bóng bay chạm cột dọc và ra ngoài, sau đó pha đá của Nicolas Anelka bị thủ môn Edwin van der Sar cản phá dẫn đến thất bại của Chelsea. Với việc phải về nhì cả ba lần, khi mùa giải kết thúc, Avram Grant phải ra đi.

#### Thời hậu Mourinho
Trước khi mùa giải 2008-09 khởi tranh, Chelsea đã bổ nhiệm huấn luyện viên Luiz Felipe Scolari, người từng vô địch World Cup 2002 để dẫn dắt đội bóng. Scolari đã giúp Chelsea dẫn đầu bảng xếp hạng sau 13 vòng đấu trước khi phải xuống vị trí thứ 2 sau trận hòa 0-0 với Newcastle United. Sau đó câu lạc bộ lần lượt để thua các đổi thủ lớn như Arsenal, Manchester United và Liverpool. Tại Cúp Liên Đoàn, Chelsea còn để thua mất mặt trước Burnley trên sân nhà và phải bị loại sớm. Đến đầu tháng 2, Chelsea đã rơi xuống vị trí thứ 4 trên bảng xếp hạng sau trận hòa thất vọng trước Hull City trên sân nhà Stamford Bridge. Hệ quả sau đó Scolari bị sa thải, và thay thế ông là huấn luyện viên tạm quyền người Hà Lan, Guus Hiddink. Mặc dù Hiddink không thể giúp Chelsea giành ngôi vô địch nhưng vị trí thứ ba của Chelsea trên bảng xếp hạng cũng giúp ông chiếm được cảm tình từ phía người hâm mộ, trong đó có trận thắng đậm đà 4-1 trên sân của kình địch cùng thành phố Arsenal. Tại Cúp châu Âu, Chelsea cũng vào đến vòng bán kết gặp Barcelona. Lượt đi Chelsea đã có lợi thế khi không để thua trước Barca và cầm chân đối thủ trên sân Camp Nou. Lượt về tại Stamford Bridge, Chelsea có khởi đầu tốt khi Michael Essien lập công đưa Chelsea vượt lên dẫn trước. Tuy nhiên trong cả trận đấu, The Blues đã bị trong tài từ chối 5 quả Penalty và kết quả vào phút 90+3, tiền vệ Andres Iniesta bên phía Barca với 1 cú sút xa thành bàn để cân bằng tỉ số 1-1, qua đó Chelsea bị loại bởi luật bàn thắng trên sân khách. Danh hiệu duy nhất mà Hiddink giúp Chelsea có được là chiếc Cúp FA. Trong trận chung kết gặp Everton, Louis Saha đã ghi bàn đưa đội bóng thành phố cảng vượt lên dẫn trước, để rồi sau đó Didier Drogba và Frank Lampard lần lượt lập công giúp Chelsea đánh bại Everton và thoát khỏi một mùa giải trắng tay. Sau đó Guus Hiddink đã chia tay câu lạc bộ sau khi hết hạn hợp đồng, người thay thế ông là Carlo Ancelotti, cựu huấn luyện viên của AC Milan.

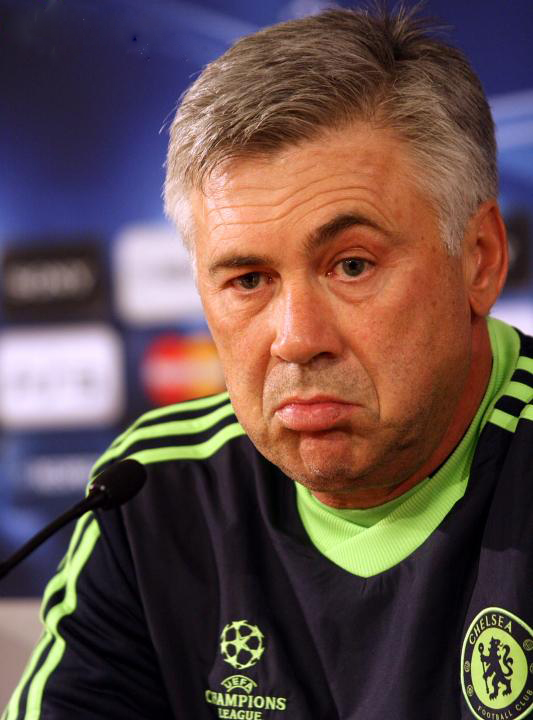
Carlo Ancelotti.

Mùa giải 2009-10, huấn luyện viên Ancelotti đã làm rất tốt công việc của mình khi ông giúp Chelsea đánh bại Man Utd ở trận tranh Siêu Cúp nước Anh, ngoài ra đưa đội bóng lên ngôi vô địch Giải Ngoại hạng Anh lần thứ 4 trong lịch sử. Đây được xem là mùa giải kịch tính nhất của đội bóng. Bởi cho đến vòng đấu thứ 32, Chelsea vẫn đang xếp sau Manchester United với 2 điểm ít hơn. Và tại vòng đấu thứ 33 được xem là trận chung kết để quyết định ngôi vương khi Chelsea tiếp đón Man United trên sân Old Trafford của đối thủ. Mặc dù thi đấu trên sân của đối phương và chịu sức ép từ phía cổ động viên của đối thủ, nhưng Chelsea đã giành được chiến thắng với tỉ số 2-1 qua đó vượt lên chính MU để lên ngôi nhất bảng. Cả Chelsea lẫn Man Utd còn cạnh tranh nhau cho đến vòng đấu cuối cùng bởi cách biệt chỉ là 1 điểm. Kết quả vòng thứ 38, Chelsea đại thắng Wigan Athletic với tỉ số 8-0 trong đó có cú hattrick của Didier Drogba, qua đó chấm dứt hi vọng của Manchester United và lần thứ 4 lên ngôi vô địch. Ancelotti còn giúp Chelsea đăng quang 1 đấu trường khác là Cúp FA. Đội bóng áo xanh đã vượt qua những đối thủ khó chịu để đến với trận chung kết. Một lần nữa tiền đạo Drogba tỏa sáng với một pha sút phạt ghi bàn vào lưới Portsmouth để ấn định tỉ số 1-0 cho Chelsea. Ở Cúp Liên Đoàn, Chelsea tiến đến trận đấu thứ 3 trước khi thất bại 3-4 trong loạt sút luân lưu với Blackburn Rovers. Còn tại UEFA Champions League mùa giải 2009-10, Chelsea cũng đã vượt qua vòng bảng với vị trí nhất bảng đấu. Đối thủ của họ tại vòng 1/16 là câu lạc bộ Inter Milan đang được dẫn dắt bởi một người cũ José Mourinho. Chelsea đành dừng cuộc chơi sau khi để thua 1-2 ở lượt đi và 0-1 ở lượt về. Mặc dù không thể giúp Chelsea vô địch Cúp châu Âu, nhưng cú đúp danh hiệu ngay trong mùa đầu tiên dẫn dắt cũng là một sự thành công của Ancelotti và đội bóng.

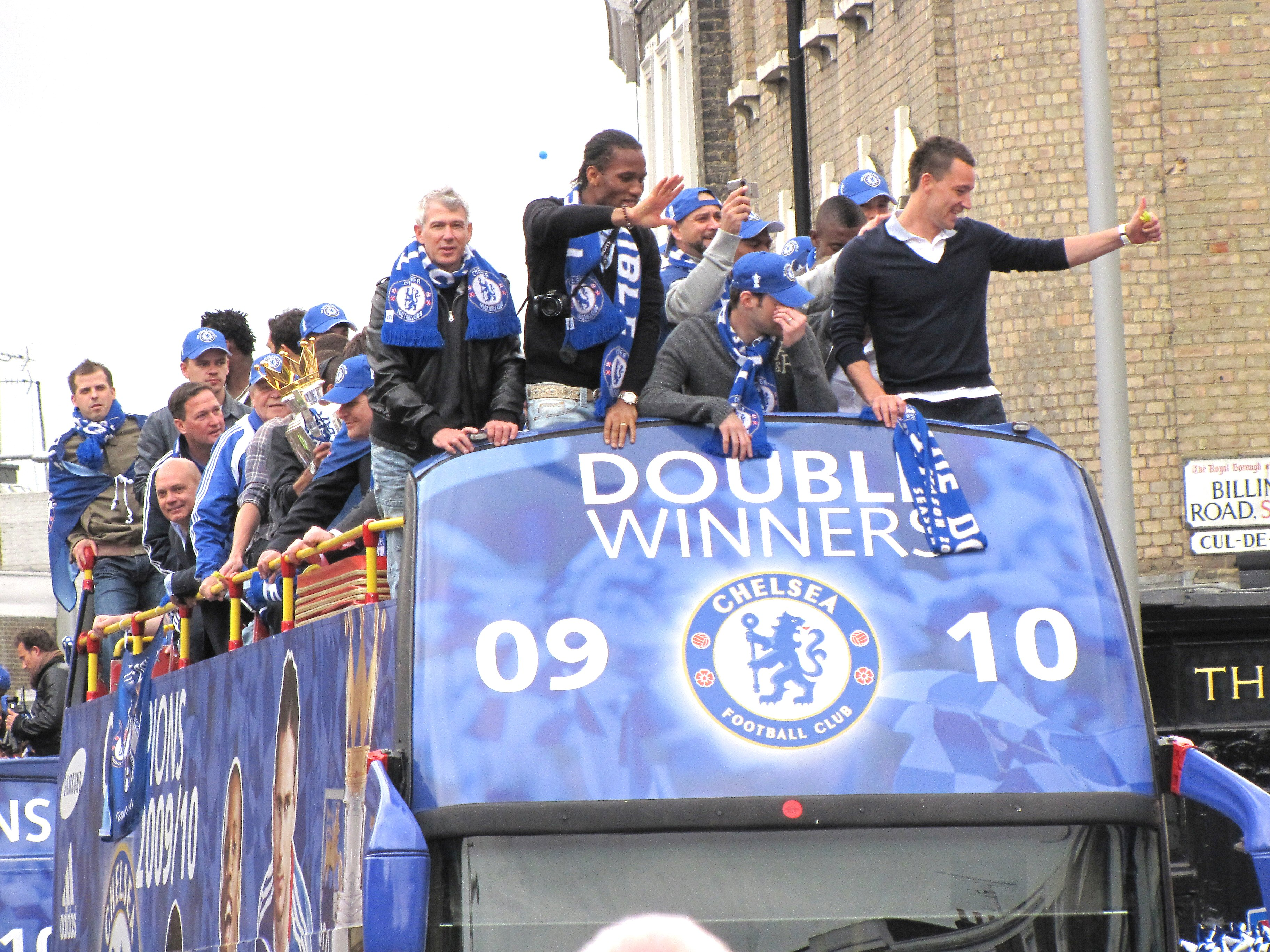
Mùa thành công duy nhất của Ancelotti.

Sang mùa giải tiếp theo, mùa giải 2010-11 được xem là một năm thi đấu thất bại của Chelsea. Đầu tiên là thất bại 1-3 ở trận tranh Siêu Cúp đầu mùa, sau đó họ bị Manchester United bỏ xa trên bảng xếp hạng, đồng thời để mất điểm trong một số những trận cầu lớn khi đối đầu với Liverpool, Manchester City, hay Everton và Arsenal. Câu lạc bộ nhanh chóng bị loại khỏi Cúp Liên Đoàn khi thua trên sân nhà 3-4 trong một trận cầu có 7 bàn thắng được ghi trước câu lạc bộ Newcastle United. Khi nhận thấy tiền đạo Didier Drogba đã có tuổi, đồng thời hàng hậu vệ thường mắc những sai lầm, nên vào kì chuyển nhượng mùa đông năm 2011, Chelsea đã ký hợp đồng với tiền đạo Fernando Torres của Liverpool với mức phí 50 triệu bảng Anh, kỉ lục của câu lạc bộ, đồng thời mua hậu vệ David Luiz của Benfica để bổ sung hàng thủ. Nhưng Torres đã đánh mất phong độ kể từ khi chuyển sang Chelsea, một mình David Luiz thì không đủ để giúp Chelsea tránh những bàn thua. Mãi đến gần cuối mùa giải, phong độ của Chelsea mới được hồi phục bằng 8 trận thắng và hòa 1 trận. Tuy nhiên trận thua 1-2 trước Manchester United đã khiến Chelsea đành chấp nhận trở thành cựu vương, trực tiếp trao chức vô địch cho đối thủ. Còn ở Cúp FA, Chelsea cũng phải dừng bước trước Everton dù được thi đấu trên sân nhà. Sau khi hòa nhau 1-1 qua 120 phút, ở loạt sút luân lưu, 2 cầu thủ bên phía Chelsea là Nicolas Anelka và Ashley Cole đã đá hỏng, qua đó dẫn đến thất bại 3-4 trong loạt sút khiến Chelsea bị loại. Ở Cúp châu Âu mùa giải ấy, Chelsea đã tiến đến vòng tứ kết, và một lần nữa họ lại bị đối thủ ở nước Anh của mình là Manchester United loại khi đã để thua ở cả hai lượt trận (0-1 lượt đi và 1-2 lượt về). Với kết quả trắng tay sau một mùa giải, Chelsea đã có một cuộc họp đi đến quyết định sa thải huấn luyện viên Carlo Ancelotti.

#### Giai đoạn vô địch châu Âu

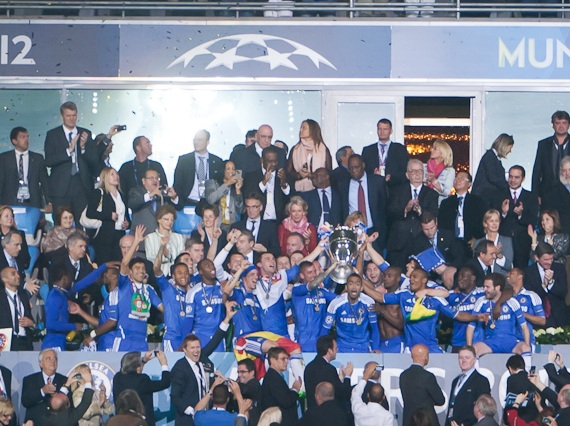
Các cầu thủ Chelsea ăn mừng chức vô địch UEFA Champions League đầu tiên trước Bayern Munich (2012).

Sang mùa hè năm 2011, Chelsea đã tìm được người thay thế huấn luyện viên Ancelotti, đó là một người Bồ Đào Nha, ông André Villas-Boas, một huấn luyện viên trẻ vừa giúp Porto đăng quang ngôi vô địch UEFA Europa League mùa giài trước, đồng thời được mệnh danh là Mourinho đệ Nhị. Được kỳ vọng rất nhiều, nhưng Villas-Boas không thể giúp Chelsea khẳng định được mình tại Giải ngoại hạng Anh. Đầu tiên là việc Chelsea để thua Manchester United 1-3 vào tháng 9 năm 2011, sau đó là trận thua mất mặt 3-5 trên sân nhà trước kình địch cùng thành phố Arsenal và thất bại 1-2 trước Liverpool ở cả giải vô địch quốc gia và 0-2 ở Cúp Liên Đoàn. Đến tháng 3 năm 2012, sau trận thua 0-1 trên sân của West Brom, sự kiên nhẫn của Abramovich đã đạt giới hạn, ngay sau trận thua, Chelsea đã ra phương án sa thải huấn luyện viên người Bồ, và thay thế ông là trợ lý Roberto Di Matteo. Di Matteo sau đó đã giúp Chelsea thi đấu cực kỳ thăng hoa. Từ chỗ họ đã để thua 1-3 tại UEFA Champions League bởi đại diện đến từ Ý, Napoli, câu lạc bộ đã thi đấu cực kì xuất sắc ở trận lượt về, và đánh bại đối thủ 4-1 để tiến vào vòng tứ kết một cách thuyết phục. Sau đó đối thủ của Chelsea là Benfica. Chelsea đã không gặp khó khăn khi đánh bại câu lạc bộ của Bồ Đào Nha với tổng tỉ số 3-1 sau 2 lượt trận (1-0 lượt đi và 2-1 lượt về) để vào vòng 4 đội mạnh nhất. Tại bán kết Chelsea gặp đối thủ duyên nợ của mình là Barcelona. Lượt đi diễn ra trên sân Stamford Bridge, từ 1 pha phản công cuối hiệp 1, Chelsea đã có được 1 bàn thắng nhờ công của Drogba, đó cũng là bàn thắng duy nhất của trận đấu. Tại trận lượt về ở Camp Nou, mặc dù để Barca nhanh chóng dẫn 2-0, nhưng Chelsea vẫn tìm được 1 bàn thắng rút ngắn tỉ số còn 1-2 trước khi Fernando Torres có một pha đi bóng qua thủ môn và ấn định tỉ số hòa 2-2, đưa Chelsea vào chung kết. Đối thủ cuối cùng của họ là câu lạc bộ Bayern Munich, cũng là chủ nhà đăng cai trận chung kết. Tại trận Chung kết UEFA Champions League 2012, tưởng chừng như Chelsea lại lỡ hẹn với chức vô địch châu Âu khi Thomas Müller đánh đầu mở tỉ số vào phút thứ 85, nhưng chỉ vài phút sau đó, Didier Drogba cũng một pha đánh đầu đưa bóng vào lưới của thủ môn Manuel Neuer cân bằng tỉ số 1-1. Trận đấu bước vào hiệp phụ và Bayern Munich có cơ hội đánh bại Chelsea khi Arjen Robben bị phạm lỗi và Chelsea phải chịu một quả 11m. Nhưng thủ môn Petr Čech đã đoán được hướng bóng và cản phá thành công. Trận đấu phải phân định thắng thua trên loạt sút luân lưu, khó khăn lại đến với Chelsea khi tiền vệ Juan Mata đá hỏng quả đầu tiên trong loạt sút của mình, nhưng may mắn đã thuộc về đội bóng áo xanh khi lần lượt Ivica Olić và Bastian Schweinsteiger bên phía Bayern thực hiện không thành công, tạo cơ hội cho Didier Drogba sút tung lưới của Neuer ấn định chiến thắng 4-3 sau loạt luân lưu đồng thời mang chiếc cúp bạc về cho Chelsea. Đây là danh hiệu vô địch châu Âu lần đầu tiên trong lịch sử và cũng là đội bóng thành Luân Đôn đầu tiên giành chức vô địch ở UEFA Champions League. Ngoài Cúp châu Âu ra, Di Matteo còn giúp Chelsea có được một danh hiệu khác là chiếc cúp FA. Trong trận chung kết gặp Liverpool, Chelsea đã vượt lên dẫn trước 2-0 ở đầu hiệp 2, mặc dù Liverpool đã có 1 bàn gỡ, nhưng chiến thắng vẫn thuộc về The Blues.

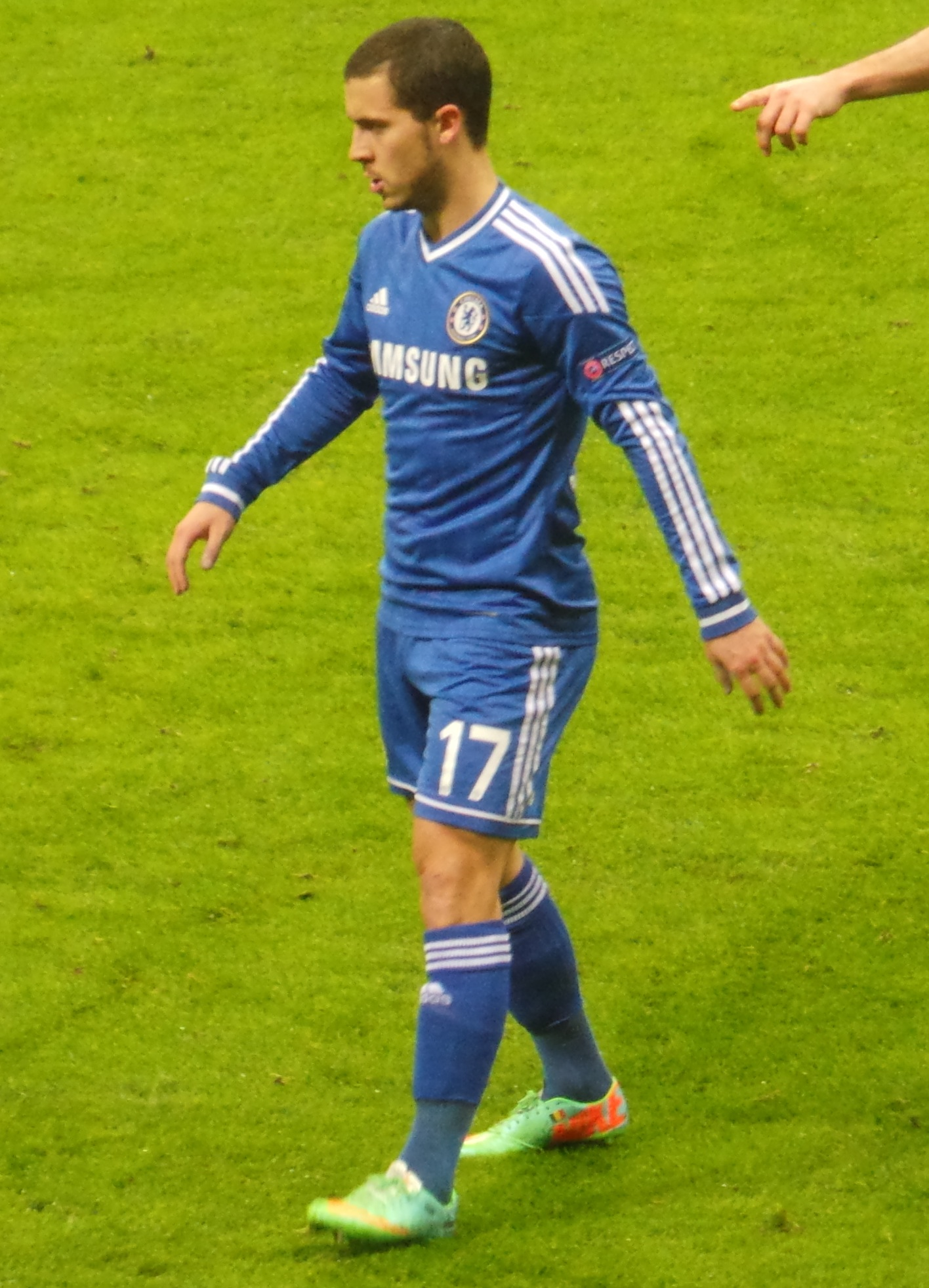
Eden Hazard.

Sau chức vô địch UEFA Champions League, Chelsea trở thành bến đỗ lý tưởng của nhiều cầu thủ. Với số tiền kiếm được từ mùa giải trước, Chelsea đã có được những chữ ký mới trong đội hình như ngôi sao mới nổi của bóng đá Bỉ Eden Hazard, Oscar dos Santos hay César Azpilicueta, đồng thời Roberto Di Matteo được trao một bản hợp đồng chính thức sau những thành tích mùa giải vừa qua. Chelsea khởi đầu mùa giải với thảm bại 1-4 trước Atletico Madrid tại SIêu cúp Châu âu 2012. Sau đó Chelsea cũng thua Manchester City 2-3 ở trận tranh Siêu Cúp Anh. Mặc cho thành tích đầu mùa kém cỏi, nhưng Di Matteo giúp Chelsea mở đầu mùa giải tại ngoại hạng Anh một cách thuận lợi khi thắng 7 và hòa 1 trong 8 vòng đầu tiên. Tuy nhiên sau trận thua 2-3 trước Man United, Chelsea trải qua chuỗi 6 trận không thắng tại Giải ngoại hạng Anh. Đồng thời Chelsea bị loại ở Cúp châu Âu ngay từ vòng bảng sau trận thua 0-3 trước Juventus, và trở thành đội bóng có thời gian giữ chức vô địch ngắn nhất trong lịch sử Champions League. Với thành tích tệ hại đó, Roberto Di Matteo bị sa thải, thay thế ông là Rafael Benítez. Mặc dù bị sa thải, nhưng Di Matteo vẫn được ghi tên vào lịch sử Chelsea khi là vị huấn luyện viên đầu tiên đưa câu lạc bộ lên ngôi vô địch Champions League. Khi Benitez lên dẫn dắt Chelsea, ông cũng không giúp đội bóng chiến thắng tại hai giải cúp quốc nội là Cúp FA sau khi để thua Manchester City 1-2 tại bán kết, và thất bại 0-2 trước Swansea City ở Cúp Liên Đoàn, cùng với đó là để Corinthians đánh bại trong trận chung kết FIFA Club World Cup 2012. Sau khi xuống chơi tại UEFA Europa League, Benitez với biệt danh "Vua đấu cúp" đã giúp câu lạc bộ này tiến thẳng đến trận chung kết để gặp lại Benfica, đối thủ mà Chelsea đã loại ở Champions League mùa giải trước. Tại trận chung kết, sau hiệp 1 không có bàn thắng, thì từ một pha phát bóng lên của thủ môn Petr Čech, tiền đạo Fernando Torres đã đỡ bóng khôn ngoan trước khi thực hiện 1 pha đi bóng qua thủ môn sở trường của mình để mở tỉ số cho Chelsea. Sau đó Benfica cũng có 1 bàn gỡ nhờ công của Óscar Cardozo trên chấm 11m. Khi trận đấu diễn ra đến phút bù giờ thứ 3, từ một pha đá phạt góc, trung vệ Branislav Ivanović bật cao đánh đầu đưa bóng vào lưới của Benfica, ấn định chiến thắng 2-1, mang về danh hiệu vô địch châu Âu cho Chelsea. Đây là danh hiệu châu Âu thứ hai của Chelsea trong vòng 2 mùa giải, và câu lạc bộ cũng trở thành đội bóng đầu tiên vô địch UEFA Europa League sau khi đã vô địch UEFA Champions League mùa giải trước.

#### 2013–2015: Nhiệm kỳ thứ 2 của Mourinho
Ngày 3 tháng 6 năm 2013, Chelsea thông báo bổ nhiệm José Mourinho lần thứ 2 với bản hợp đồng 4 năm, ông mở đầu nhiệm kỳ bằng trận tranh siêu cup Châu Âu với nhà vô địch UEFA Champions League 2012–13 Bayern Munich, họ cầm hòa 2-2 sau trong thời gian đấu chính thức và hiệp phụ, nhưng để thua 4-5 trên chấm phạt đền, trong mùa giải đầu tiên, Chelsea trắng tay lần đầu tiên kể từ mùa giải 2010–11, khi kết thúc Ngoại hạng anh tại vị trí thứ 3, dừng bước tại bán kết UEFA Champions League khi để thua  Atlético Madrid 1-3 sau 2 lượt trận, nhưng Mourinho nói đó là mùa giải chuyển giao của câu lạc bộ.
Trong mùa giải tiếp theo, Chelsea giành chức vô địch Premier League thứ 4 khi đạt 87 điểm, bỏ xa 8 điểm nhiều hơn đội á quân Manchester City, Mourinho cũng giúp Chelsea vô địch League Cup khi đánh bại Tottenham Hotspur 2-0 tại chung kết, nhưng đổi lại họ dừng bước trước PSG tại vòng 16 đội UEFA Champions League, cũng như thua Bradford City tại vòng 4 FA cup.
Mùa giải 2015–16 bắt đầu bằng trận thua 0-1 trước Arsenal tại Siêu cup Anh, sau đó là phong độ tệ hại của nhà vô địch Premier League, cùng với đó là "vụ lùm xùm" của Mourinho với Eva Carneiro. Từ tháng 8 tới tháng 12, Chelsea chỉ thắng 5 trong số 19 trận, và tới ngày 17 tháng 12, Mourinho bị câu lạc bộ sa thải sau khi để thua 1-2 trước Leicester City.

#### Hậu nhiệm kỳ thứ 2 của Mourinho
Sau khi sa thải Mourinho, Guus Hiddink được mời về làm huấn luyện viên tạm quyền trong phần còn lại của mùa giải 2015–16. Đội bóng có được chuỗi 12 trận bất bại kể từ sau khi Mourinho bị sa thải, với 6 trận thắng và 6 trận hòa. Chuỗi trận kết thúc ngày 16 tháng 2 năm 2016 sau khi Chelsea để thua Paris Saint-Germain trong trận đấu lượt đi vòng 16 đội Champions League. Chelsea sau đó thua trong trận lượt về 2–1 trên sân nhà qua đó bị loại khỏi giải đấu vào ngày 9 tháng 3. Sau đó Chelsea tiếp tục bị loại khỏi FA Cup ngày 12 tháng 3 sau trận thua 2–0 trước Everton. Thành tích tại giải quốc nội được cải thiện khi từ vị trí thứ 16 với 1 điểm hơn nhóm xuống hạng đã leo lên vị trí thứ 8 sau màn ngược dòng khó tin với tỉ số 1–2 trên sân khách trước Southampton.
Thành tích đội bóng bắt đầu đi xuống trận hòa 1–1 thất vọng trên sân nhà trước Stoke City, và 2–2 cũng trên sân nhà trước West Ham, kết quả là Chelsea tụt xuống vị trí thứ 10. Chelsea có chiến thắng 4–1 trên sân của AFC Bournemouth, với lần đầu Eden Hazard ghi bàn trong mùa giải tại giải quốc gia, và sau đó là màn ngược dòng từ tỉ số 0–2 trước đối thủ Tottenham, để có trận hòa 2–2, Hazard một lần nữa ghi bàn để dập tắt hy vọng vô địch của Tottenham tại giải Premier League. Chelsea hòa 1–1 trên sân của Liverpool và hòa 1-1 trên sân nhà trước Leicester City, tại đây Claudio Ranieri– cựu huấn luyện viên của Chelsea, đã được xếp hàng chào danh dự tại vòng cuối. Cựu huấn luyện viên Juventus và huấn luyện viên đương nhiệm của đội tuyển Italia khi đó Antonio Conte được xác nhận là huấn luyện viên trưởng của Chelsea vào tháng 4 năm 2016.

#### 2016–2018: Thời kỳ Antonio Conte
Antonio Conte bắt đầu công việc của mùa giải 2016–17 sau khi Italia hoàn thành UEFA Euro 2016, trong mùa giải đầu tiên Conte giúp Chelsea giành chức vô địch Premier League thứ 5 khi đạt 93 điểm, đồng thời đưa đội vào chung kết FA cup nhưng thua Arsenal 1-2. Trong mùa giải tiếp theo, dù mang về Álvaro Morata từ Real Madrid với mức giá 58 triệu bảng, nhưng Chelsea mở đầu mùa giải khi hòa 1-1 trước Arsenal sau đó thua 1-4 trên chấm phạt đền tại Siêu cup Anh, sau đó Chelsea thi đấu thiếu ổn định cả mùa và trở thành cựu vương khi chỉ đứng thứ 5 với 70 điểm, qua đó mất suất dự Champions League, dù sau đó ông giúp Chelsea đánh bại Man United 1-0 để giành chức vô địch FA Cup, Chelsea đã quyết định sa thải Conte sau khi ông vô địch FA Cup. Như vậy, sau 2 năm dẫn dắt Chelsea, Conte ra đi với 1 danh hiệu Ngoại hạng Anh và 1 FA Cup. Người kế nhiệm Conte nhiều khả năng là Maurizio Sarri.

#### 2018–2019: Thời kỳ Maurizio Sarri
Vào hôm 14/7/2018, Chelsea thông báo ký hợp đồng 3 năm với cựu HLV của Napoli Maurizio Sarri, Sarri mang về Jorginho - trò cưng của ông ở Napoli với mức giá vào khoảng 57 triệu £, cùng thủ môn đắt giá nhất thế giới Kepa Arrizabalaga với mức giá 71 triệu £, ông mở đầu nhiệm kỳ bằng trận thua 0-2 trước Manchester City tại Siêu cup Anh, Sarri giúp đội bóng có 12 trận bất bại đầu muà trước khi thua Tottenham Hotspur 1-3 ở vòng 13, Chelsea kết thúc mùa 2018-19 khi đứng thứ 3 với 72 điểm, Sarri đồng thời đưa đội vào chung kết League Cup nhưng để Manchester City giành chiến thắng 4–3 trên chấm phạt đền sau khi hòa 0-0 cả trận, trong trận Maurizio Sarri muốn thực hiện quyền thay người để đưa Caballero - lão tướng dày dặn kinh nghiệm bắt penalty vào sân thay Kepa. Tuy nhiên, thủ môn người Tây Ban Nha đã kiên quyết từ chối ra sân khiến HLV Sarri rất bực tức.Tuy chỉ gắn bó 1 mùa nhưng ông đã giúp Chelsea vô địch UEFA Europa League lần thứ 2 với tỉ số 4–1 trước Arsenal trong trận chung kết và cũng là danh hiệu đầu tiên của ông trong sự nghiệp cầm quân

#### 2019–2021: Thời kỳ Frank Lampard
Vào ngày 4 tháng 7 năm 2019, Lampard được bổ nhiệm làm huấn luyện viên trưởng mới tại câu lạc bộ cũ Chelsea theo hợp đồng 3 năm, trở thành HLV người Anh đầu tiên của CLB trong hơn 2 thập kỷ. Trong trận đấu đầu tiên của Lampard với Chelsea, câu lạc bộ đã thua 4-0 trước Manchester United vào ngày khai mạc mùa giải Premier League 2019-20. Đó là thất bại lớn nhất đối với một HLV Chelsea trong trận đấu đầu tiên của họ kể từ khi đội bóng của Daniel Blanchflower bị Middlesbrough đánh bại vào ngày 7 tháng 2 năm 1978. Trong trận đấu thứ hai của Lampard với Chelsea, họ đã thua một lần nữa, lần này trước Liverpool ở UEFA Super Cup khi hòa 1-1 cả trận và thua 5-4 trên chấm phạt đền. Vào ngày 24 tháng 8 năm 2019, Lampard có được chiến thắng đầu tiên với tư cách là huấn luyện viên Chelsea tại Premier League trước Norwich City, trong chiến thắng 2-3 trên sân khách. Vào ngày 25 tháng 9 năm 2019, Chelsea đã giành chiến thắng trên sân nhà đầu tiên của họ dưới thời của Lampard khi đánh bại đội bóng Hạng 2 Anh Grimsby Town 7-1 trong EFL Cup. Đội hình trận đấu của Lampard với Grimsby có mười cầu thủ tốt nghiệp học viện, với Marc Guehi, Reece James, Tino Anjorin và Ian Maatsen đều được ra sân cho câu lạc bộ, cùng với đó là suất đá chính ngay từ đầu của Billy Gilmour cho Chelsea. Lampard đã giành giải thưởng Huấn luyện viên của tháng tại Premier League vào tháng 10 năm 2019 sau khi kỷ lục giành chiến thắng 100% của Chelsea trong tháng đó. Anh trở thành người thứ ba đã từng nhận cả giải thưởng Cầu thủ xuất sắc nhất tháng và HLV xuất sắc nhất tháng sau Gareth Southgate và Stuart Pearce. Lampard giúp Chelsea về thứ 4 cuối mùa, đồng thời đưa đội vào chung kết FA cup nhưng thua Arsenal 1-2, còn tại Champions League, Chelsea để thua nhà vô địch cuối mùa Bayern Munich 1-7 tại vòng 16 đội.
Ngày 25 tháng 1 năm 2021, Chelsea sa thải Lampard vì thành tích yếu kém của đội bóng, chưa đầy một ngày sau khi thắng Luton 3-1 ở Cup FA, ông đã bị sa thải sau khi Chelsea trải qua chuỗi trận tồi tệ ở giải Ngoại hạng khi thua 5/8 vòng đấu gần nhất – kết quả khiến đội bóng này tụt xuống tận thứ 9 trên bảng xếp hạng.

#### 2021–2022: Thời kỳ Thomas Tuchel
Thomas Tuchel ký hợp đồng 18 tháng, có tùy chọn gia hạn thêm 1 năm với Chelsea 1 ngày sau khi Lampard bị sa thải, trước đó Tuchel bị PSG sa thải đúng Giáng sinh, dù nửa năm trước giúp đội bóng Pháp lần đầu vào chung kết Champions League. Tuchel giúp đội có chuỗi 14 trận bất bại, nhưng kết thúc sau thất bại thảm hại 2-5 ngay trên sân nhà trước đội áp chót West Bromwich Albion vào ngày 3 tháng 4. Tuchel đã đưa Chelsea lọt vào trận chung kết FA Cup, nhưng để thua 0-1 trước Leicester City, cũng như đưa Chelsea về thứ 4 cuối mùa tại Ngoại hạng Anh. Tuchel cũng đã giúp Chelsea lọt vào Chung kết Champions League sau khi lần lượt vượt qua Atletico Madrid, Porto và Real Madrid, qua đó trở thành huấn luyện viên đầu tiên lọt vào 2 trận chung kết Champions League liên tiếp với 2 câu lạc bộ khác nhau. Cuối cùng, ông đã đưa Chelsea vô địch Champions League lần thứ 2 với chiến thắng 1–0 trước Manchester City trong trận chung kết. Chỉ 6 ngày sau khi vô địch Champions League, Chelsea thông báo gia hạn hợp đồng với Thomas Tuchel đến hè 2024. Chelsea thắng Villarreal CF 6–5 trên chấm luân lưu sau khi hòa 1–1 sau hiệp phụ để có danh hiệu Siêu cúp châu Âu thứ 2. Chelsea sau đó đánh bại Palmeiras 2-1 sau hiệp phụ ở trận tranh ngôi vô địch FIFA Club World Cup 2021 diễn ra tại UAE để có lần đầu đạt danh hiệu này. Dù vậy, đội đã trở thành cựu vương tại Champions League khi thua Real Madrid 5-4 tại tứ kết, cũng như 2 lần thất bại trước Liverpool tại chung kết Cup Liên đoàn & FA Cup đều sau loạt sút phạt đền, và kết thúc mùa giải ở vị trí thứ 3 tại Ngoại hạng Anh.
Vào ngày 18 tháng 4 năm 2021, Chelsea được công bố là câu lạc bộ sáng lập của giải đấu ly khai ở châu Âu The Super League, tuy nhiên đã tuyên bố rút lui khỏi giải đấu sau đó dưới sức ép từ công chúng.
Roman Abramovich quyết định trao quyền Chủ tịch cho Quỹ từ thiện của CLB vào ngày 26/2/2022 trong bối cảnh Nga bị phản đối vì đưa quân vào Ukraine,tuy nhiên các ủy viên của Quỹ từ thiện vẫn chưa chấp nhận lời đề nghị tiếp quản Chelsea, vì họ thận trọng tỏ ra nghi ngờ về việc, liệu hoạt động với tư cách là người được ủy thác của một tổ chức từ thiện có tương thích với việc được giao quyền quản lý câu lạc bộ hay không, sự không chắc chắn về việc thay đổi vai trò sẽ liên quan đến đại diện trong Hội đồng quản trị và lo ngại họ có thể bị buộc tội "rửa thể thao". Sau đó vào đầu tháng 3, ông tuyên bố rao bán Chelsea sau 19 năm sở hữu, đồng thời cho biết tất cả thu nhập ròng từ việc bán Chelsea sẽ được quyên góp, ủng hộ cho các nạn nhân của chiến tranh tại Ukraine, cũng như xoá nợ số tiền 1,5 tỷ bảng ông đầu tư cho câu lạc bộ. Vào ngày 10 tháng 3, chính phủ Anh đã công bố các lệnh trừng phạt đối với Abramovich có liên quan đến Chelsea. Chelsea không thể bán vé, quần áo và sẽ không thể mua hay bán cầu thủ trên thị trường chuyển nhượng; tuy nhiên, câu lạc bộ đã được cấp một giấy phép đặc biệt để cho phép đội bóng có thể tiếp tục thi đấu các trận đấu, trả lương cho cầu thủ, nhân viên và cho phép những cổ động viên đã có vé đến xem các trận đấu. Đội bóng vẫn có thể nhận được tiền từ bản quyền phát sóng và tiền thưởng từ các giải đấu.
Vào ngày 7 tháng 5 năm 2022, Chelsea xác nhận rằng các điều khoản cho một nhóm sở hữu mới đã được chấp thuận, dẫn đầu bởi Todd Boehly, Clearlake Capital, Mark Walter và Hansjörg Wyss, để mua lại câu lạc bộ.

### 2022–nay: Kỷ nguyên Boehly–Clearlake
Vào ngày 25 tháng 5 năm 2022, chính phủ đã phê chuẩn việc tiếp quản Chelsea của tập đoàn do Boehly đứng đầu trị giá 4,25 tỷ bảng Anh.  Vào ngày 30 tháng 5 năm 2022, vụ mua bán hoàn tất, chấm dứt 19 năm sở hữu câu lạc bộ của Abramovich. Câu lạc bộ sau đó đã thông báo vào ngày 20 tháng 6 rằng Bruce Buck, người giữ chức Chủ tịch từ năm 2003, sẽ thôi giữ vai trò của mình kể từ ngày 30 tháng 6 mặc dù ông sẽ tiếp tục làm việc với tư cách Cố vấn cấp cao.  Tiếp đó là sự ra đi của giám đốc câu lạc bộ đã phục vụ lâu năm và giám đốc thể thao trên thực tế Marina Granovskaia vào ngày 22 tháng 6. Petr Čech rời vai trò Cố vấn Kỹ thuật và Phong độ 5 ngày sau đó.
Ở kỳ chuyển nhượng mùa hè 2022, Chelsea chi nhiều tiền trong một kỳ chuyển nhượng hơn bất kỳ câu lạc bộ nào khác trong lịch sử giải đấu. Đội đã chi hơn 250 triệu bảng cho những cầu thủ như: Raheem Sterling, Marc Cucurella, Kalidou Koulibaly và Pierre-Emerick Aubameyang. Tuy nhiên, sau khi bất ngờ để thua Dinamo Zagreb 0-1 trong ngày ra quân Champions League mùa giải 2022-2023, Chelsea đưa ra thông báo sa thải Thomas Tuchel vào ngày 7/9/2022, ông nhận được 13 triệu bảng tiền đền bù hợp đồng, bên cạnh đó, các trợ lý của ông cũng nhận được 2 triệu bảng. Chelsea sau đó bổ nhiệm Graham Potter từ Brighton với bản hợp đồng 5 năm. Trong kỳ chuyển nhượng mùa đông, Chelsea đã phá kỷ lục chuyển nhượng của Anh khi ký hợp đồng với Enzo Fernández với giá 120 triệu Euro, trước đó đội đã sở hữu Mykhaylo Mudryk từ Shakhtar Donetsk với mức phí 100 triệu euro. Bằng cách chi hơn 300 triệu bảng trong kỳ chuyển nhượng mùa đông, họ trở thành câu lạc bộ đầu tiên trong lịch sử chi tiêu nhiều hơn cả 4 giải đấu lớn cộng lại. Vào ngày 2 tháng 4 năm 2023, Chelsea thông báo chia tay Graham Potter, một ngày sau khi đội thua Aston Villa và rớt xuống nửa dưới bảng điểm. Frank Lampard trở lại Chelsea sau đó trong vai trò tạm quyền, theo hợp đồng đến tháng 6. Mùa giải đầu tiên dưới thời chủ tịch Boehly kết thúc khi Chelsea đứng thứ 12 tại Ngoại hạng Anh, và dừng bước tại tứ kết trước Real Madrid.
Trước khi mùa giải kết thúc, Chelsea công bố Mauricio Pochettino ký hợp đồng 3 năm, và bắt đầu dẫn Chelsea từ mùa giải 2023-2024. Tuy chỉ gắn bó 1 mùa nhưng ông đã giúp Chelsea đứng thứ 6 tại Ngoại hạng Anh, và đưa đội tới chung kết Cup Liên đoàn và bán kết Cup FA, lần lượt thua Liverpool và Man City trên sân Wembley. Chelsea thông báo đạt thỏa thuận chấm dứt hợp đồng với Mauricio Pochettino và cộng sự dựa trên cơ sở đồng thuận hai bên vào tháng 5/2024.
Vào tháng 6/2024, Chelsea công bố Enzo Maresca trở thành ''thuyền trưởng'' mới của đội bóng theo bản hợp đồng có thời hạn 5 năm. Enzo Maresca giúp đội đứng thứ 4 tại Ngoại hạng Anh, và đưa đội tới chức vô địch UEFA Conference League lần đầu tiên khi đánh bại Real Betis với tỷ số 4-1 tại trận chung kết. Đồng thời, với chức vô địch này, Chelsea đã đi vào lịch sử khi trở thành đội đầu tiên hoàn thành bộ sưu tập danh hiệu Cúp châu Âu cao quý khi đã từng vô địch Champions League, Europa League và mới nhất là Conference League. Chelsea có lần thứ 2 vô địch FIFA Club World Cup khi vượt qua Paris Saint-Germain 3-0 tại chung kết.

## Sân vận động

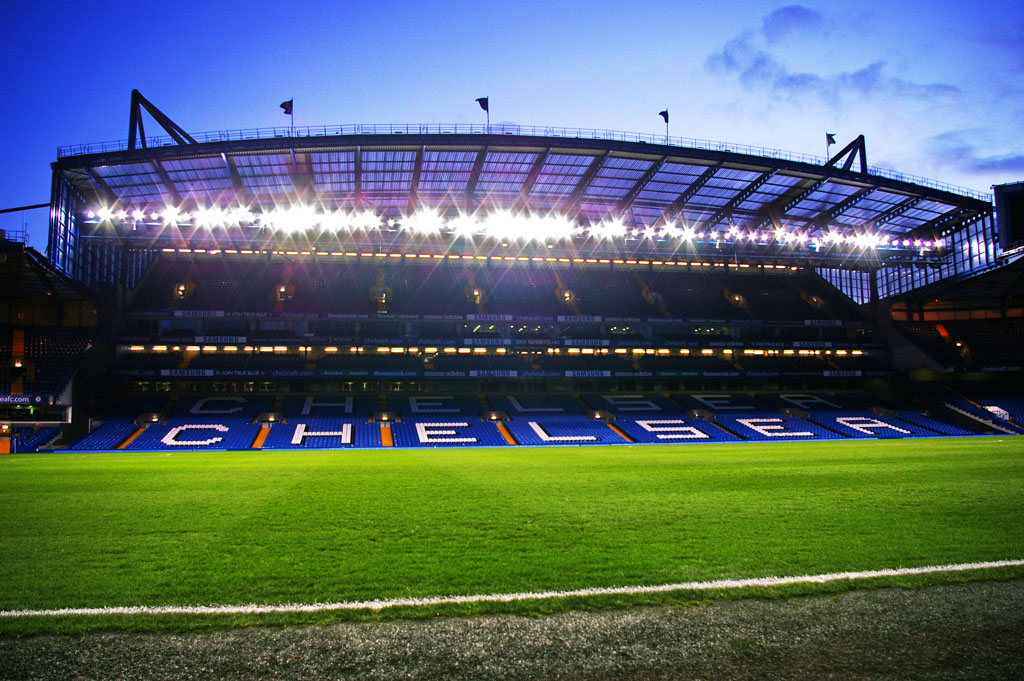
Khán đài phía Tây Stamford Bridge

Chelsea chỉ có một sân nhà duy nhất, Stamford Bridge, nơi họ thi đấu từ những ngày đầu thành lập. Nơi đây được chính thức mở cửa vào 28 tháng 4 năm 1877 và trong 28 năm đầu tồn tại nó chủ yếu được sử dụng bởi London Athletic Club là nơi diễn ra các sự kiện thể thao mà không phải tất cả cho bóng đá. Năm 1904 sân được thu mua bởi doanh nhân Gus Mears và người em trai Joseph, họ cũng mua luôn cả khu đất rộng lớn gần đó (trước đó là một khu vườn chợ lớn) với mục đích là tổ chức các trận bóng đá trên khu đất rộng 12.5 mẫu Anh (51,000 m²). Stamford Bridge được thiết kế cho gia đình Mears là kiến trúc sư bóng đá có tiếng Archibald Leitch, người cũng thiết kế các sân Ibrox, Craven Cottage và Hampden Park. Phần lớn các câu lạc bộ được thành lập rồi mới tìm sân thi đấu, còn Chelsea được thành lập là vì Stamford Bridge.
Thiết kế ban đầu của sân như một chiếc bát mở với một mái che, Stamford Bridge có sức chứa vào khoảng 100.000 người. Đầu những năm 1930 phần khán đài phía nam được lắp mái che bao phủ một phần năm khán đài. Hiện nay nó được gọi là "Shed End", ngôi nhà của những cổ động viên có tiếng nói và trung thành nhất của Chelsea, đặc biệt là trong những năm 1960, 70 và 80..
Đầu những năm 1970, những người chủ của câu lạc bộ đưa ra thông báo hiện đại hóa Stamford Bridge với kế hoạch xây một sân vận động 50000 chỗ ngồi hiện đại nhất. Công việc bắt đầu ở Khán đài phía Đông năm 1972 nhưng dự án bị cản trở bởi nhiều vấn đề và không được hoàn thành; cái giá mà câu lạc bộ phải nhận là việc gần như bị phá sản, mà đỉnh điểm là việc bán quyền sử dụng cho các nhà phát triển bất động sản. Sau cuộc chiến pháp lý dài, phải đến giữa những năm 1990 tương lai của Chelsea tại sân mới được đảm bảo và kế hoạch cải tạo lại sân được tiếp tục. Khán đài phía bắc, tây và nam của sân được chuyển thành khán đài ngồi và đưa sát gần hơn với mặt sân, quá trình được hoàn thành vào năm 2001.

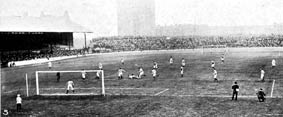
Chelsea gặp West Bromwich Albion trên sân Stamford Bridge ngày 23 tháng 9 năm 1905; Chelsea thắng 1–0.

Khi Stamford Bridge được tái phát triển trong kỷ nguyên Bates nhiều điểm được đưa vào tổ hợp với hai khách sạn, căn hộ, quán bar, nhà hàng, Chelsea Megastore, và một địa điểm thu hút khách tham quan gọi là Chelsea World of Sport. Ý định của những cơ sở vật chất này là nhằm tăng thêm thu nhập để hỗ trợ việc kinh doanh trong bóng đá, nhưng nó không được thành công như mong đợi và tới trước khi Abramovich tiếp quản năm 2003 các khoản nợ là một gánh nặng với câu lạc bộ. Ngay sau khi tiếp quản một quyết định được đưa ra là bỏ đi thương hiệu "Chelsea Village" và tập trung vào Chelsea với tư cách là một câu lạc bộ bóng đá. Tuy nhiên sân vận động vẫn được coi là một phần của "Chelsea Village" hay "The Village".
Quyền sử dụng Stamford Bridge, mặt sân, cửa quay vào tên gọi Chelsea được sở hữu bởi Chelsea Pitch Owners, một tổ chức phi lợi nhuận mà các cổ động viên là cổ đông. CPO được tạo ra nhằm tránh việc sân có thể bị bán cho các nhà bất động sản một lần nữa. Một điều kiện để sử dụng tên Chelsea FC, câu lạc bộ phải thi đấu các trận đấu của đội một tại Stamford Bridge, điều đó có nghĩa nếu câu lạc bộ chuyển tới một sân vận động mới, họ phải đổi tên. Sân tập của Chelsea nằm ở Cobham, Surrey. Chelsea chuyển tới Cobham năm 2004. Trước đó sân tập họ nằm ở Harlington nơi được sử dụng bởi QPR từ năm 2005. Cơ sở vật chất ở Cobham được hoàn thiện năm 2007.

Stamford Bridge được sử dụng cho một vài sự kiện thể thao quan trọng từ năm 1905. Đây là nơi tổ chức Chung kết FA Cup từ 1920 tới 1922, mười trận bán kết FA Cup (gần nhất là năm 1978), mười trận FA Charity Shield (lần cuối 1970), và ba trận đấu quốc tế của Anh, lần cuối vào năm 1932; nơi đây cũng diễn ra một trận đấu thuộc Victory International năm 1946. Trận Chung kết UEFA Women's Champions League 2013 được diễn ra tại Stamford Bridge. 

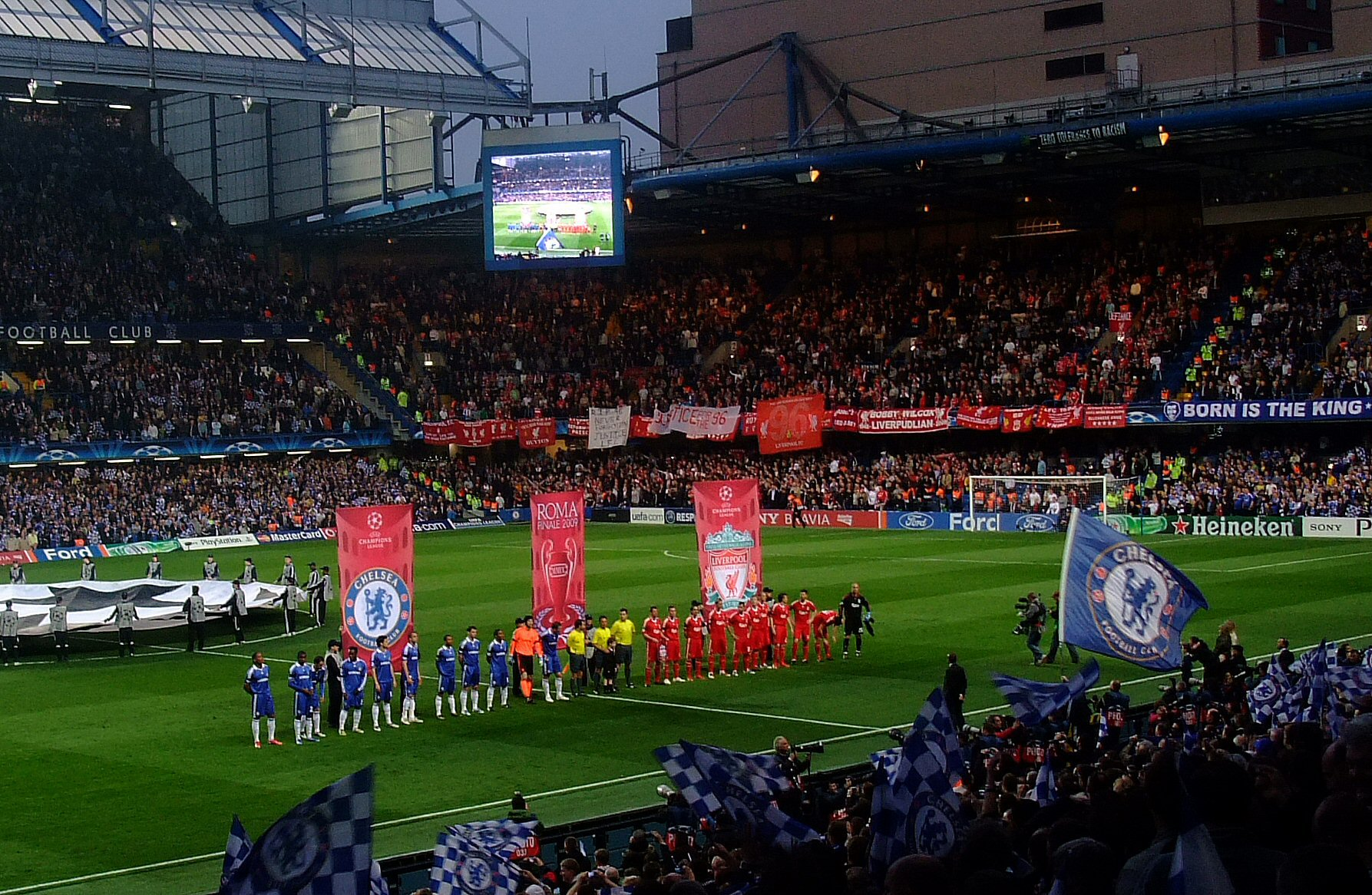
Stamford Bridge nhìn từ Khán đài phía Tây trong một trận đấu Champions League 2008

 Tháng Mười 1905 nơi đây diễn ra một trận đấu rugby union giữa All Blacks và Middlesex, và năm 1914 tổ chức một trận đấu bóng chày giữa New York Giants và Chicago White Sox. Đây từng là nơi diễn ra trận đấu quyền Anh giữa nhà vô địch thế giới hạng ruồi Jimmy Wilde và Joe Conn năm 1918. Đường chạy quanh sân từng diễn ra cuộc đua ô tô từ năm 1928 tới 1932, đua chó từ 1933 tới 1968, và đua xe cỡ nhỏ năm 1948. Năm 1980, Stamford Bridge tổ chức trận đấu cricket có đèn chiếu sáng đầu tiên ở Vương quốc Anh, giữa Essex và West Indies. Đây cũng là sân nhà của đội bóng bầu dục Mỹ London Monarchs mùa giải 1997.
Chủ sở hữu hiện tại của câu lạc bộ cho rằng một sân vận động lớn hơn là cần thiết để giúp Chelsea có thể cạnh tranh với các câu lạc bộ đối thủ có sân với sức chứa lớn hơn đáng kể như Arsenal và Manchester United. Do nằm cạnh một tuyến đường chính và hai đường xe lửa, các cổ động viên chỉ có thể vào sân thông qua đường Fulham Road, mà gặp khó khăn trong việc mở rộng do những quy định về an toàn và sức khỏe. Câu lạc bộ luôn khẳng định muốn giữ Chelsea ở lại sân hiện tại, nhưng vẫn có động thái để chuyển tới một vài địa điểm gần kề bao gồm Trung tâm triển lãm Earls Court, Trạm điện Battersea và Doanh trại Chelsea. Tháng Mười 2011, một lời đề xuất từ câu lạc bộ được đưa ra nhằm mua lại quyền sử dụng đất ở Stamford Bridge nhưng bị biểu quyết bác bỏ bởi các cổ đông Chelsea Pitch Owners. Tháng Năm 2012, câu lạc bộ đưa ra lời đề nghị chính thức mua Trạm điện Battersea, với mục đích làm địa điểm cho sân vận động mới, nhưng để thua một tập đoàn từ Malaysia. Câu lạc bộ sau đó đưa ra kế hoạch tái xây dựng Stamford Bridge thành một sân vận động có sức chứa 60000 chỗ ngồi.

## Biểu trưng và màu sắc

### Biểu trưng
Chelsea có bốn biểu trưng chính, mà tất cả đều đã qua những sự thay đổi nhỏ. Đầu tiên, được sử dụng từ những ngày đầu thành lập câu lạc bộ, là hình ảnh một người hưu trí Chelsea, những cựu chiến binh quân động sống gần Bệnh viện Hoàng gia Chelsea. Điều này góp phần tạo nên biệt danh ban đầu của câu lạc bộ "pensioner", và tiếp tục cho đến nửa thế kỷ sau, mặc dù nó chưa từng xuất hiện trên áo đấu của câu lạc bộ. Khi Ted Drake trở thành huấn luyện viên trưởng Chelsea năm 1952, ông bắt đầu hiện đại hóa câu lạc bộ. Tin rằng biểu trưng người hưu trí Chelsea đã lỗi thời, ông nhấn mạnh việc thay thế nó. Một huy hiệu có chữ viết tắt C.F.C. được sử dụng trong một năm. Năm 1953, biểu trưng của câu lạc bộ được thay đổi với một con sư tử xanh đứng thẳng ngoảnh đầu lại và trên tay cầm một cây gậy. Nó được dựa trên các chi tiết trong huy hiệu của Metropolitan Borough of Chelsea với "sư tử chồm lên" lấy từ huy hiệu của chủ tịch câu lạc bộ khi ấy Tử tước Chelsea và cây gậy từ Cha trưởng tu viện Westminster, cựu Chúa tể Lãnh địa Chelsea. Nó cũng có ba bông hồng đỏ, đại diện cho nước Anh, và hai quả bóng. Đây là biểu trưng đầu tiên của Chelsea được in lên áo đấu vào đầu những năm 1960.
Năm 1986, khi đó Ken Bates là chủ của đội bóng, biểu trưng của Chelsea lại được đổi một lần nữa nhằm hiện đại hóa vì hình ảnh sư tử đứng chồm không thể đăng ký thương hiệu. Biểu trưng mới là một con sư tử tự nhiên, bằng màu vàng không phải màu xanh, đứng trên từ viết tắt C.F.C.. Nó được sử dụng trong 19 năm tiếp theo, với một số thay đổi như việc sử dụng màu sắc khác nhau, bao gồm màu đỏ từ 1987 tới 1995, vàng từ 1995 tới 1999, trước khi trở lại màu trắng. Khi Roman Abramovich trở thành chủ mới của câu lạc bộ, và lễ kỷ niệm một trăm năm đến gần, kết hợp với nguyện vọng của các cổ động viên về việc khôi phục biểu trưng nổi tiếng vào những năm 1950, biểu trưng của câu lạc bộ lại được quyết định thay đổi một lần nữa năm 2005. Biểu trưng mới bắt đầu được sử dụng từ mùa giải 2005–06 và đánh dấu sự trở lại của thiết kế cũ, được sử dụng từ 1953 tới 1986, với một con sư tử xanh chồm lên cầm một cây gậy. Trong mùa giải kỷ niệm có kèm thêm dòng chữ '100 YEARS' và 'CENTENARY 2005–2006' ở lần lượt trên và dưới biểu trưng.

Logo của Chelsea từ 1953-1986.Logo của Chelsea từ 1953-1986.
Logo của Chelsea từ 1986-2005.
Logo của Chelsea từ 2005 đến nay.

### Màu sắc
Chelsea luôn luôn mặc áo màu xanh, mặc dù ban đầu họ sử dụng màu xanh nhạt hơn, được lấy từ màu xe ngựa của chủ tịch câu lạc bộ khi đó, Earl Cadogan, và được mặc với quần trắng, tất xanh đậm hoặc đen. Áo xanh nhạt được thay bằng màu xanh đậm vào khoảng năm 1912. Những năm 1960 huấn luyện viên Chelsea Tommy Docherty thay đổi một lần nữa, chuyển sang quần xanh (duy trì đến hiện tại kể từ đó) và tất trắng, vì tin rằng nó sẽ làm cho câu lạc bộ trở lên hiện đại và đặc biệt do thời đó chưa có câu lạc bộ nào sử dụng kiểu kết hợp đó; trang phục này lần đầu được mặc ở mùa giải 1964–65. Kể từ đó Chelsea luôn sử dụng tất trắng trong các trận đu sân nhà ngoài một thời gian ngắn từ 1985 tới 1992, khi tất xanh được sử dụng lại.
Trang phục sân khách của Chelsea thường là màu vàng hoặc toàn trắng với những điểm xanh. Gần đây, câu lạc bộ có một số bộ sân khách màu đen hoặc xanh đậm. Cũng như nhiều đội khác, họ cũng có một số bộ khác thường. Theo chỉ thị của Docherty, tại bán kết FA Cup 1966 họ mặc áo màu xanh với sọc đen dựa theo áo của Inter Milan. Giữa những năm 1970, áo sân khách là áo trắng với sọc đỏ và xanh lá cây dựa trên cảm hứng của đội tuyển quốc gia Hungary những năm 1950. Những mẫu áo sân khách đáng nhớ khác bao gồm bộ ngọc bích giai đoạn 1986–89, kim cương đỏ và trắng giai đoạn 1990–92, màu quýt và chỉ giai đoạn 1994–96, vàng chói 2007–08. Bộ áo màu quýt và chì được liệt vào danh sách những trang phục bóng đá xấu nhất lịch sử.

## Cổ động viên

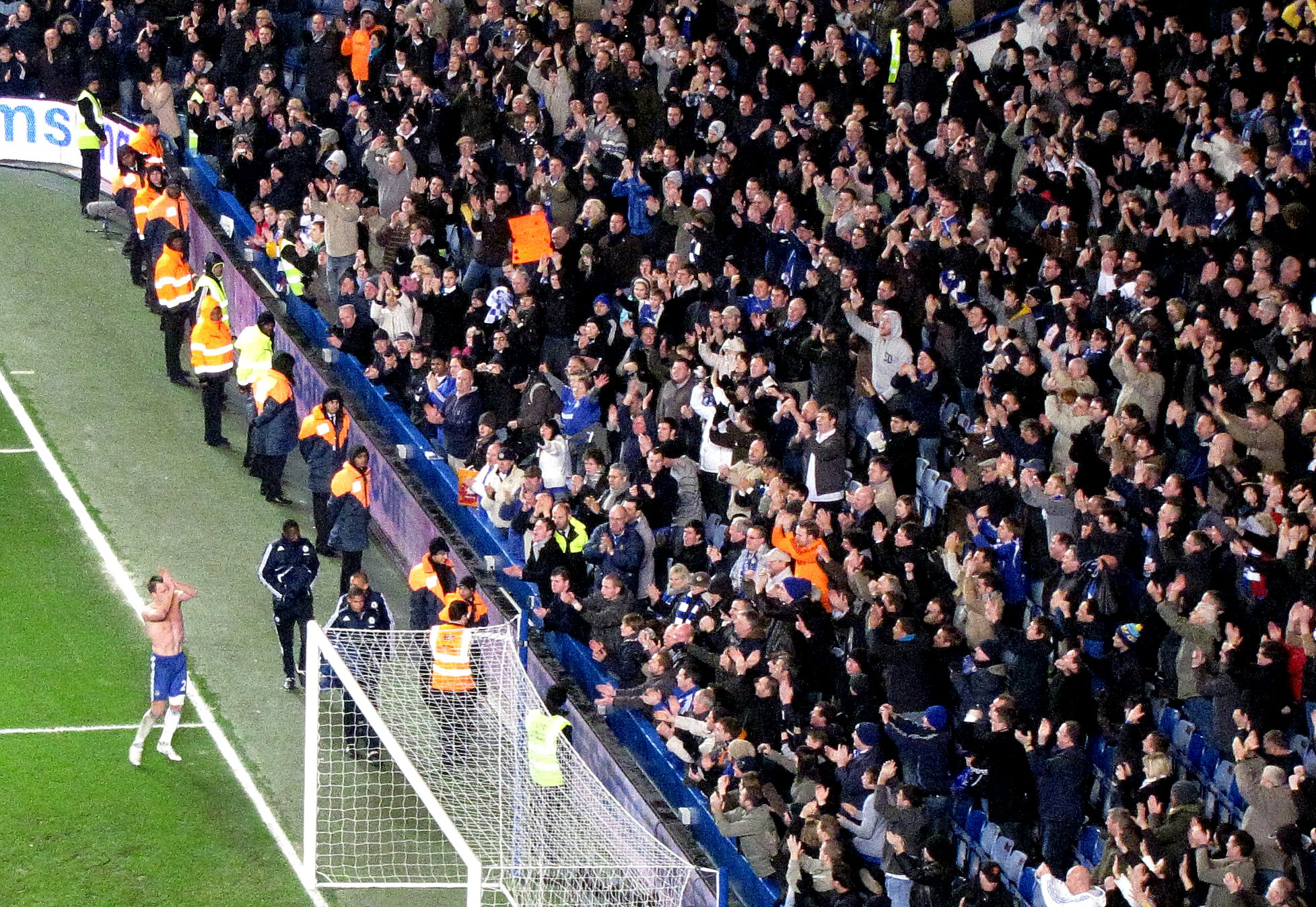
Cổ động viên Chelsea.

Chelsea là một trong những câu lạc bộ có lượng cổ động viên đông đảo nhất thế giới. Họ là câu lạc bộ có lượng bình quân khán giả tới sân cao thứ sáu của bóng đá Anh với khoảng 40,000 cổ động viên tới sân Stamford Bridge; họ có số lượng cổ động viên cao thứ bảy trong các đội Premier League mùa 2013–14, với lượng trung bình khán giả tới sân là 41,572. Cổ động viên truyền thống của Chelsea đến từ tất cả các khu vực của Đại Luân Đôn bao gồm từ giai cấp công nhân của Hammersmith và Battersea, đến giới thượng lưu giàu có Chelsea và Kensington, và từ các home counties. Ngoài ra còn rất nhiều hội cổ động viên chính thức ở Vương quốc Anh và trên toàn thế giới. Giai đoạn 2007 tới 2012, Chelsea xếp thứ tư trên thế giới về doanh số bán áo hàng năm với bình quân 910.000 chiếc. Tài khoản Twitter chính thức của Chelsea có 6,29 triệu người theo dõi, xếp thứ năm trong các câu lạc bộ bóng đá.
Trong các trận đấu, các cổ động viên Chelsea hát những bài hát như "Carefree" (theo giai điệu của Lord of the Dance, lời bài hát có thể được viết bởi cổ động viên Mick Greenaway), "Ten Men Went to Mow", "We All Follow the Chelsea" (theo giai điệu của "Land of Hope and Glory"), "Zigga Zagga", và ăn mừng "Celery", kèm theo sau đó là nghi lễ ném cần tây. Rau quả bị cấm ở Stamford Bridge sau vụ việc liên quan tới tiền vệ Arsenal Cesc Fàbregas trong trận chung kết League Cup 2007.
Đặc biệt trong những năm 1970 và 1980, các cổ động viên Chelsea có liên quan tới hooligan bóng đá. "Hội" của câu lạc bộ, ban đầu được gọi là Chelsea Shed Boys, sau đó được biết đến với tên gọi Chelsea Headhunters, nổi tiếng toàn quốc với hành vi bạo lực, cùng với hội hooligan của các câu lạc bộ khác như Inter City Firm của West Ham United và Bushwackers của Millwall, trước, giữa và sau các trận đấu. So sự gia tăng hooligan những năm 1980 khiến chủ tịch Ken Bates đề xuất dựng lên một hàng rào điện để ngăn chặn họ xâm nhập vào sân, nhưng lời đề xuất bị Hội đồng Đại Luân Đôn bác bỏ.
Từ những năm 1990, đã có sự suy giảm đáng kể về những rắc rối trên khán đài, là kết quả của việc quản lý chặt chẽ hơn, CCTV được lắp trong sân và sự xuất hiện của khán đài ngồi. Năm 2007, câu lạc bộ khởi động chiến dịch 'Back to the Shed' nhằm cải thiện bầu không khí trong các trận đấu sân nhà, đạt được những thành công đáng chú ý. Theo số liệu từ Home Office, 126 cổ động viên Chelsea bị bắt vì liên quan đến bóng đá mùa 2009–10, cao thứ ba giải đấu, và 27 lệnh cấm được đưa ra, cao thứ năm.

## Sự kình địch

### Trong nước

#### Arsenal

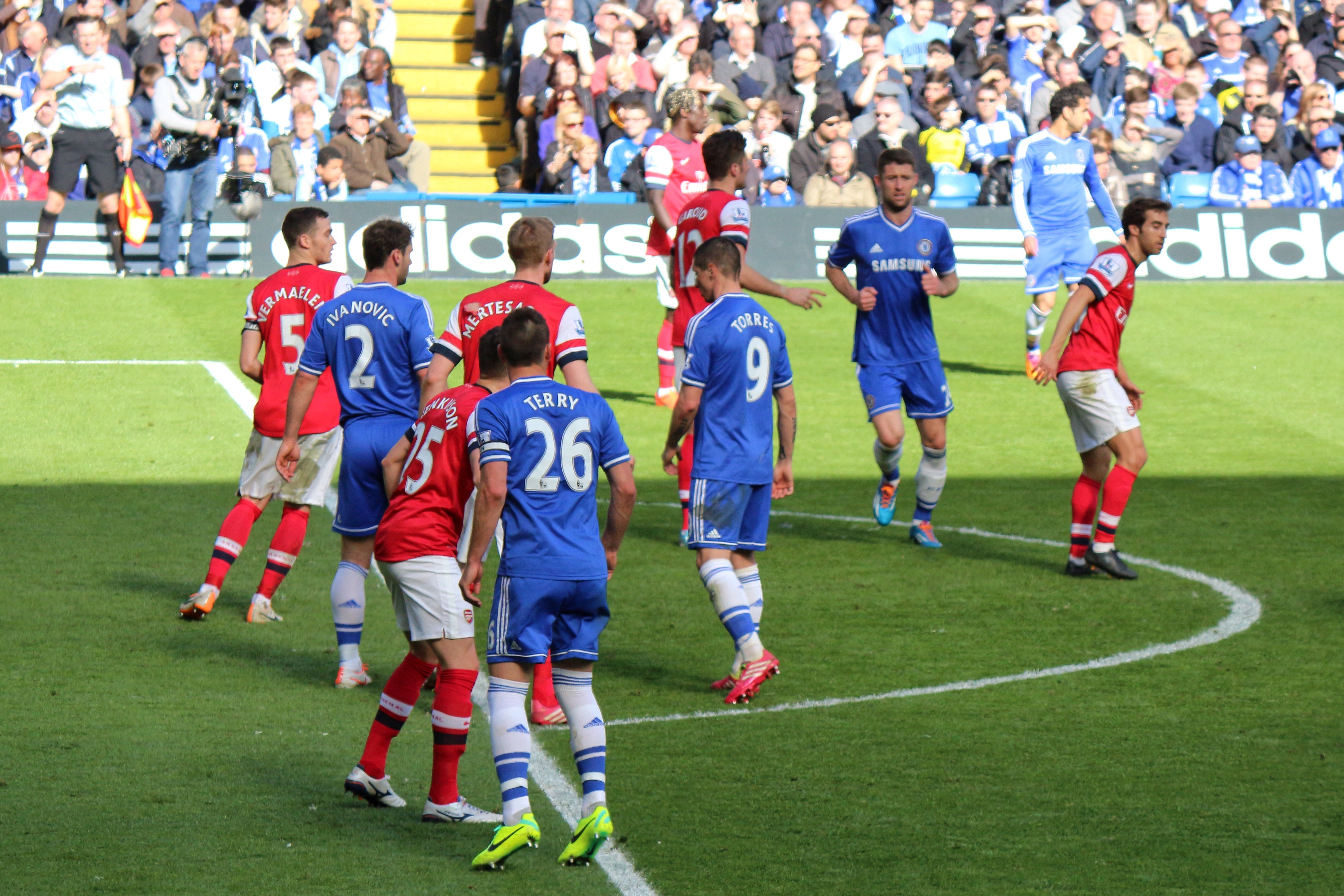
Chelsea và Arsenal năm 2014.

Đối thủ chính của Chelsea là câu lạc bộ cùng thành phố Arsenal. Hai câu lạc bộ hàng đầu ở Luân Đôn luôn luôn có sự thù địch từ những năm 1930. Các trận đấu giữa họ thường sẽ thu hút một lượng khán giả lớn. Những người hâm mộ Chelsea đã trả lời khảo sát nói rằng họ coi Arsenal là đối thủ chính thực sự của họ, còn Tottenham và Queens Park Rangers là đối thủ truyền thống của họ.
Cuộc đối đấu đầu tiên giữa hai đội diễn ra vào ngày 09 tháng 11 năm 1907 tại sân Stamford Bridge. Đây là lần đầu tiên Giải Bóng đá hạng nhất Anh chứng kiến trận đấu giữa hai câu lạc bộ cùng thành phố Luân Đôn và đã thu hút một lượng cổ động viên đến sân xem thi đấu với kỷ lục 65.000 người. Một trận đấu giữa các câu lạc bộ tại Stamford Bridge vào năm 1935 đã thu hút người xem đến 82.905. Họ gặp nhau trong hai lần trong trận tranh FA Cup vòng bán kết vào năm 1950, kết quả Arsenal đều giành chiến thắng cả hai lần. Trong những năm 1960 Chelsea thống trị về thành tích đối đầu với 14 trận thắng, hai trận hòa và chỉ thua hai trận trong suốt thập kỷ.
Tại các giải tranh cup thể thức đấu loại trực tiếp, hai câu lạc bộ đã gặp nhau ở hai trận Chung kết Cúp FA 2002, khi đó Arsenal giành chiến thắng 2-0, và Cúp liên đoàn Anh năm 2007, Chelsea thắng 2-1. Hai đội cũng đã gặp nhau tại UEFA Champions League vòng tứ kết trong mùa giải 2003-04, ở lượt đi mặc dù bị cầm hòa 1-1 trên sân nhà Stamford Bridge, nhưng lượt về Chelsea đã thắng 2-1 tại Sân vận động Highbury để tiến vào vòng bán kết.
Trong năm 2006, vụ chuyển nhượng của Ashley Cole từ Arsenal sang Chelsea tiếp tục làm dấy lên sự cạnh tranh, bởi Ashley Cole đã bị bắt gặp khi đang đàm phán với Chelsea 1 tháng trước khi chính thức chuyển sang Stamford Bridge thi đấu.
Trận thua đậm nhất của Chelsea trước Arsenal là vào mùa giải 2011-12, Chelsea khi ấy dưới sự dẫn dắt của huấn luyện viên người Bồ Đào Nha, ông André Villas-Boas đã để thua với tỷ số 3-5, trong đó có 1 cú hat-trick của tiền đạo Robin van Persie bên phía Arsenal.
Còn trận thắng đậm nhất của Chelsea trước kình địch cùng thành phố Luân Đôn là nó diễn ra đúng vào ngày Arsène Wenger kỉ niệm 1000 trận dẫn dắt Arsenal vào năm 2014. Khi ấy Chelsea của José Mourinho, một người cũ vốn có những bất đồng với Wenger đã bất ngờ giành chiến thắng với tỷ số 6-0. Đó có thể coi là màn trả thù ngọt ngào của The Blues khi đã thua 3-5 vào năm 2011.

#### Tottenham Hotspur

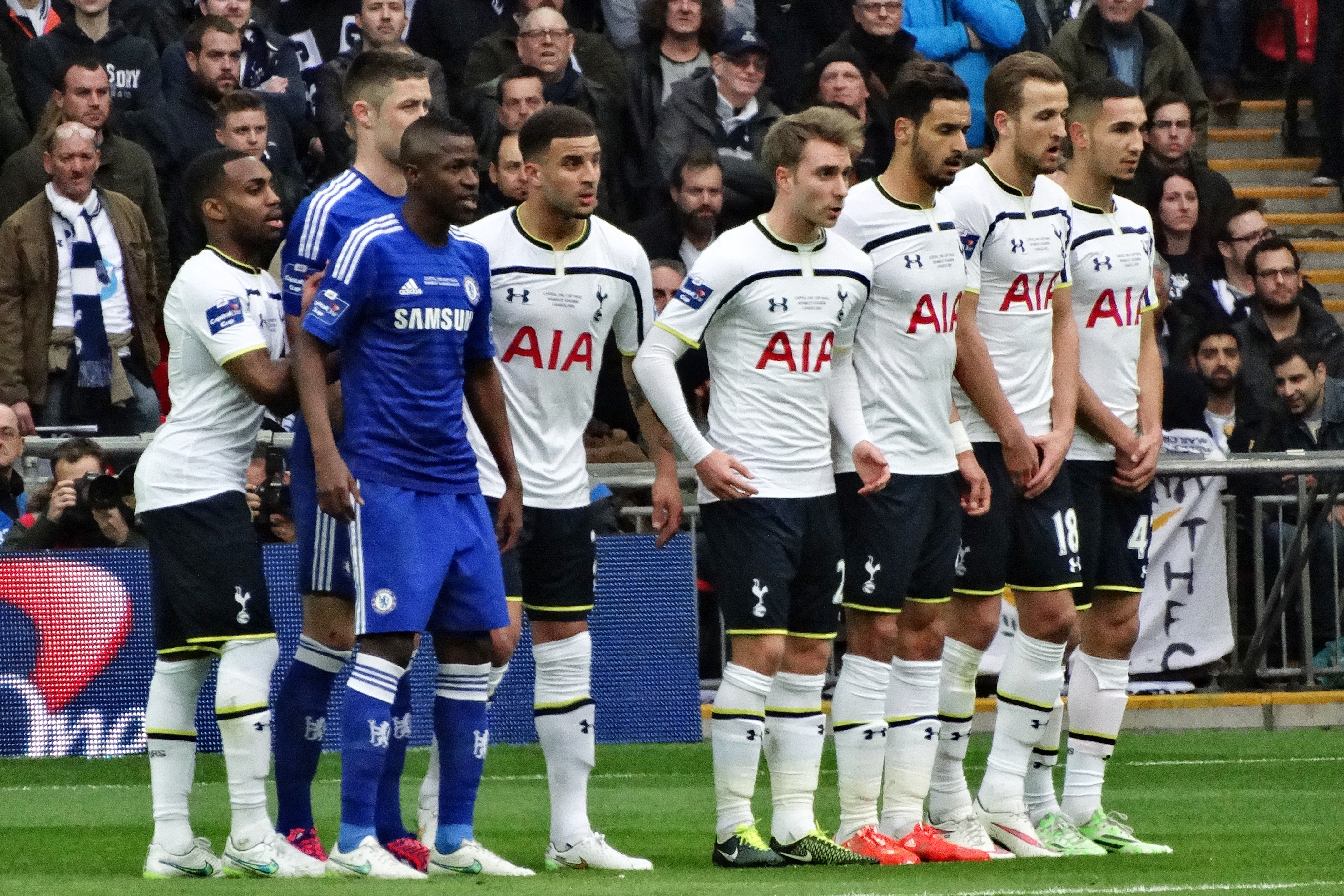
Chelsea gặp Tottenham năm 2015.

Ngoài Arsenal ra, Tottenham được xem là đối thủ kình địch thứ hai của Chelsea. Hai câu lạc bộ ở Luân Đôn luôn có sự quyết liệt mạnh mẽ từ năm 1967. Trận đấu giữa họ thường sẽ thu hút khán giả lớn và đôi khi sẽ kết thúc trong các cuộc đụng độ bạo lực giữa những người ủng hộ. Theo một cuộc khảo sát năm 2004 của Planetfootball.com, Chelsea và Tottenham đều coi nhau là đối thủ thứ hai của họ, đứng đầu là câu lạc bộ Arsenal.
Trận đấu giải đấu đầu tiên giữa hai đội diễn ra vào ngày 18 Tháng 12 năm 1909 tại Stamford Bridge, Chelsea giành chiến thắng 2-1. Tuy nhiên, sự cạnh tranh bắt đầu diễn ra từ năm 1967 trong trận chung kết FA Cup, đó là trận chung kết đầu tiên của giải đấu chứng kiến một cuộc đối đầu nội bộ giữa giữa hai đội bóng đến từ Luân Đôn và vì thế trận đấu thường được mệnh danh là Cockney Cup. Tottenham khi ấy đã thắng 2-1 để lên ngôi vô địch. Đối với người hâm mộ Chelsea, đó là một cú sốc lớn khi họ nhìn thấy hai cựu cầu thủ của mình, Jimmy Greaves và Terry Venables lên ngôi vô địch cùng đối thủ Tottenham.
Sự cạnh tranh đã được tiếp tục bùng lên trong mùa giải 1974-1975. Khi đó cả Chelsea và Tottenham đang chiến đấu để thoát ra khỏi nhóm xuống hạng từ Giải hạng nhất. Trước khi trận đấu trực tiếp, Chelsea với một điểm nhiều hơn đang xếp phía trên Tottenham, và đối thủ của Chelsea đang ở trong khu vực xuống hạng. Tottenham cuối cùng giành chiến thắng 2-0. Sau đó, Chelsea không thể giành chiến thắng trong hai trận đấu còn lại của họ và cuối cùng bị xuống hạng từ giải hạng nhất còn Tottenham trụ hạng với 1 điểm nhiều hơn.
Từ những năm 1990, Chelsea đã thống trị trong các lần đối đầu với Tottenham, họ bất bại trước đối thủ của họ hơn một thập kỷ, mà đỉnh cao là chiến thắng 6-1 trên sân White Hart Lane của Tottenham. Đó cũng là trận thắng đậm nhất của Chelsea trước Tottenham, cũng là trận thắng đậm nhất trên sân của đối thủ. Vào ngày 5 tháng 11 năm 2006, Tottenham đánh bại Chelsea 2-1 trên sân White Hart Lane, kết thúc thời gian dài 16 năm mà không có nổi một chiến thắng trước The Blues.
Vào ngày 1 tháng 3 năm 2015, Chelsea đã giành Cúp Liên đoàn bóng đá Anh sau chiến thắng 2-0 trước Tottenham, hai bàn thắng được ghi bởi John Terry và Diego Costa. Sau trận đấu, các fan đã đụng độ trong một tàu điện ngầm.

### Châu Âu

#### Barcelona

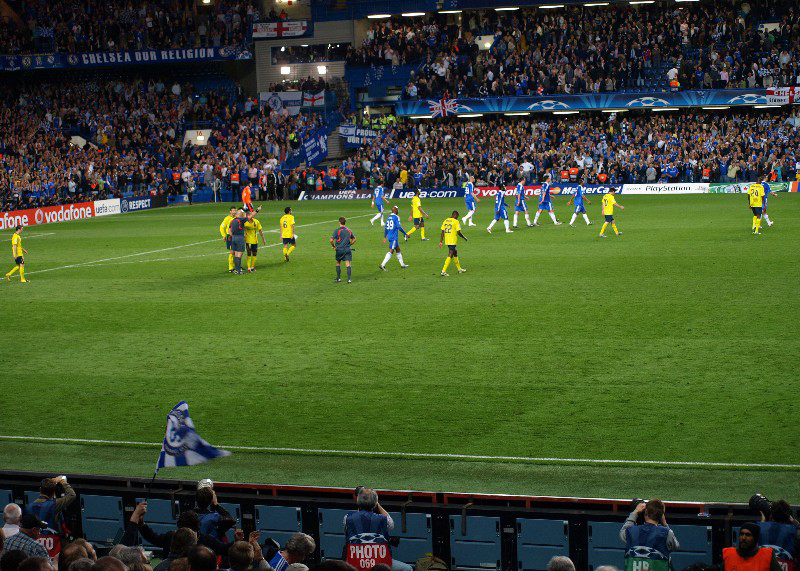
Chelsea và Barcelona năm 2009.

Tại châu Âu, đối đầu mà Chelsea gặp nhau nhiều nhất là câu lạc bộ đến từ Tây Ban Nha, Barcelona. The Blues đã chạm trán với đội bóng xứ Catalan tổng cộng 12 lần với thành tích 4 thắng, 3 thua và 5 hòa. Lần đầu tiên 2 đội gặp nhau tại Cup châu Âu là ở vòng tứ kết UEFA Champions League mùa giải 1999-2000, Chelsea khi ấy đã đánh bại được Barca ở trận lượt đi với tỉ số 3-1, nhưng lượt về họ bất ngờ để Barca đè bẹp 1-5 trên sân Camp Nou và bị loại.
Vào năm 2005, lá thăm đã đưa Chelsea khi ấy được dẫn dắt bởi José Mourinho gặp lại Barcelona tại vòng 1/16. Trận lượt đi trên đất Tây Ban Nha, dù đã mở tỉ số trước, nhưng Chelsea đã để đối thủ ghi liên tiếp 2 bàn trong vòng 10 phút và thất bại với tỉ số 1-2. Nhưng ở trận lượt về trên sân Stamford Bridge, sau 20 phút thi đấu, Chelsea đã vượt lên dẫn trước với tỉ số 3-0, dù đã để Ronaldinho bên phía Barca lập cú đúp rút ngắn tỉ số xuống còn 2-3, nhưng với pha lập công phút 76 của trung vệ John Terry cũng đủ để giúp Chelsea tiến vào vòng trong sau chiến thắng 4-2 ở trận lượt về và 5-4 sau cả hai lượt trận.
1 năm sau đó, duyên nợ lại đưa Chelsea gặp Barca tại vòng 1/16 UEFA Champions League mùa giải 2005/06. Lượt đi tại Stamford Bridge, Chelsea đã vượt lên dẫn trước nhờ pha phản lưới nhà của Thiago Motta, nhưng kịch bản trận lượt đi ở mùa trước lập lại, người hung một năm trước, John Terry đá phản lưới nhà giúp Barca cân bằng tỉ số 1-1 trước khi Samuel Eto'o ấn định chiến thắng 2-1 cho Barca trên sân khách. Và sau đó ở trận lượt về, dù Frank Lampard đã ghi bàn phút 90 giúp Chelsea cầm hòa 1-1 trên sân Camp Nou nhưng không đủ giúp Chelsea vượt qua vòng 1/16.
Mùa giải 2008/09, Chelsea dưới thời của Guus Hiddink tiếp tục gặp Barca tại vòng bán kết. Sau trận lượt đi hòa nhau 0-0 trên sân Camp Nou, Chelsea được thi đấu trận lượt về trên sân nhà. Cả trận đấu Chelsea đã bị cướp mất 5 quả Penalty khi trọng tài từ chối cho đội nhà được hưởng, đồng thời quyết định khó hiểu của trọng tài khi rút chiếc thẻ đỏ để đuổi tiền đạo Didier Drogba ra khỏi sân, hệ quả dù Chelsea bảo vệ tỉ số 1-0 nhưng đến phút bù giờ, Andres Iniesta ghi bàn giúp Barca cầm hòa 1-1 qua đó Chelsea bị loại bởi luật bàn thắng trên sân khách.
Năm 2012, hai đội gặp nhau tại bán kết Cup châu Âu năm đó. Trận lượt đi với lợi thế sân nhà, Chelsea đã đánh bại Barcelona với tỉ số 1-0 nhờ pha ghi bàn của tiền đạo Didier Drogba vào những phút cuối hiệp 1. Lượt về Barca nhanh chóng dẫn trước 2-0, dù trung vệ John Terry bị đuổi nhưng Chelsea đã gỡ được 1 bàn trước khi tiền đạo Fernando Torres từ 1 pha phản công đi bóng qua thủ môn để ấn định tỉ số hòa 2-2, đưa Chelsea vào trận chung kết gặp Bayern Munich.

## Kỷ lục
Người có nhiều lần ra sân nhất cho Chelsea là cựu đội trưởng Ron Harris, người đã có 795 ra sân thi đấu chính thức trong giai đoạn 1961 tới 1980. Kỷ lục dành cho thủ môn Chelsea được nắm giữ bởi người đồng đội cùng thời với Harris, Peter Bonetti, người ra sân 729 trận (1959–79). Với 103 lần khoác áo đội tuyển quốc gia (101 khi ở câu lạc bộ), Frank Lampard của Anh là cầu thủ có số trận đấu quốc tế nhiều nhất trong các cầu thủ Chelsea.
Frank Lampard là cầu thủ ghi nhiều bàn thắng nhất Chelsea trong lịch sử, với 211 bàn trong 648 trận (2001–2014); vượt qua người đã giữ vị trí này một thời gian dài Bobby Tambling vời 202 bàn tháng 5 năm 2013. Bảy cầu thủ khác cũng ghi hơn 100 bàn cho Chelsea bao gồm: George Hilsdon (1906–12), George Mills (1929–39), Roy Bentley (1948–56), Jimmy Greaves (1957–61), Peter Osgood (1964–74 và 1978–79), Kerry Dixon (1983–92) và Didier Drogba (2004–12 và 2014–2015). Greaves giữ kỷ lục ghi nhiều bàn thắng nhất trong một mùa (43 mùa 1960–61).
Chiến thắng đậm nhất của Chelsea trong một trận đấu chính thức là 13–0, khi gặp Jeunesse Hautcharage tại Cup Winners' Cup năm 1971. Chiến thắng đậm nhất tại giải đấu cao nhất nước Anh là chiến thắng 8–0 trước Wigan Athletic năm 2010, và với tỉ số tương tự năm 2012 với Aston Villa. Trận thua đậm nhất của Chelsea là trận thua 8–1 trước Wolverhampton Wanderers năm 1953. Theo thống kê chính thức, trận đấu mà Chelsea làm chủ nhà có đông khán giả đến sân nhất là 82.905 người trong một trận đấu First Division gặp Arsenal ngày 12 tháng 10 năm 1935. Tuy nhiên, ước tính có khoảng 100.000 người đã tới xem trận giao hữu với đội bóng Liên Xô Dinamo Moskva ngày 13 tháng 11 năm 1945. Với sự hiện đại hóa của Stamford Bridge những năm 1990 và việc đưa khán đài ngồi vào khiến cho kỷ lục này khó có thể bị phá trong tương lai. Sức chứa hiện tại của Stamford Bridge là 41.837. Tất cả các cầu thủ đá chính cho Chelsea trong 57 trận đấu của mùa giải 2013–14 là cầu thủ quốc tế – một kỷ lục mới của câu lạc bộ.
Chelsea giữ kỷ lục nước Anh với số điểm cao nhất giành được trong một mùa giải (95), để lọt lưới ít nhất trong một mùa giải (15), có nhiều trận thắng tại Premier League nhất trong một mùa giải (29), có tổng số trận giữ sạch lưới nhiều nhất trong một mùa giải Premier League (25) (tất cả đều được thiết lập trong mùa giải 2004–05), và giữ sạch lưới nhiều trận liên tiếp nhất kể từ đầu giải (6, ược thiết lập trong mùa giải 2005–06). Chiến thắng với tổng tỉ số 21–0 trước Jeunesse Hautcharage tại UEFA Cup Winners' Cup năm 1971 vẫn đang là kỷ lục của châu Âu. Chelsea giữ kỷ lục có chuỗi bất bại dài nhất trên sân nhà tại giải đấu cao nhất nước Anh, trải qua 86 trận từ 20 tháng 3 năm 2004 tới 26 tháng 10 năm 2008. Họ bắt đầu thiết lập kỷ lục vào ngày 12 tháng 8 năm 2007, vượt qua kỷ lục 63 trận bất bại của Liverpool giai đoạn 1978 tới 1980. Chelsea có chuỗi mười một trận thắng liên tiếp trên sân khách tại giải quốc gia, từ 5 tháng 4 năm 2008 tới 6 tháng 12 năm 2008, đây cũng là kỷ lục của giải đấu cấp cao nhất nước Anh.
Chelsea, cùng với Arsenal, là câu lạc bộ đầu tiên mang số áo thi đấu, vào ngày 25 tháng 8 năm 1928 trong trận đấu gặp Swansea Town. Họ cũng là đội bóng Anh đầu tiên sử dụng máy bay để di chuyển tới sân khách trong một trận đấu quốc nội, khi họ tới gặp Newcastle United ngày 19 tháng 4 năm 1957, và là đội bóng của First Division đầu tiên thi đấu vào ngày Chủ nhật, khi họ đối đầu với Stoke City ngày 27 tháng Giêng 1974. Ngày 26 tháng 12 năm 1999, Chelsea trở thành đội bóng đầu tiên của Anh cho ra sân đội hình chính thức với toàn cầu thủ nước ngoài (không cầu thủ Anh Quốc hoặc Ireland) trong một trận đấu tại Premier League gặp Southampton.
Tháng Năm 2007, Chelsea trở thành đội bóng đầu tiên vô địch FA Cup trên Sân vận động Wembley mới, họ cũng đồng thời là câu lạc bộ cuối cùng vô địch trên sân Wembley cũ. Họ là câu lạc bộ Anh đầu tiên xếp thứ nhất trong bảng xếp hạng năm năm của UEFA của thế kỷ XXI. Họ là đội bóng đầu tiên của Premier League ghi được hơn 100 bàn trong một mùa giải, chạm tới cột mốc này trong vòng đấu cuối cùng của mùa 2009–10. Chelsea là câu lạc bộ duy nhất của Luân Đôn vô địch UEFA Champions League, sau khi đánh bại Bayern Munich trong trận chung kết năm 2012. Khi họ giành UEFA Europa League 2012–13, Chelsea trở thành câu lạc bộ duy nhất của Anh vô địch cả bốn danh hiệu châu Âu và là câu lạc bộ duy nhất là đồng thời là đương kim vô địch của cả Champions League và Europa League.

### Top 10 cầu thủ ghi bàn nhiều nhất cho Chelsea

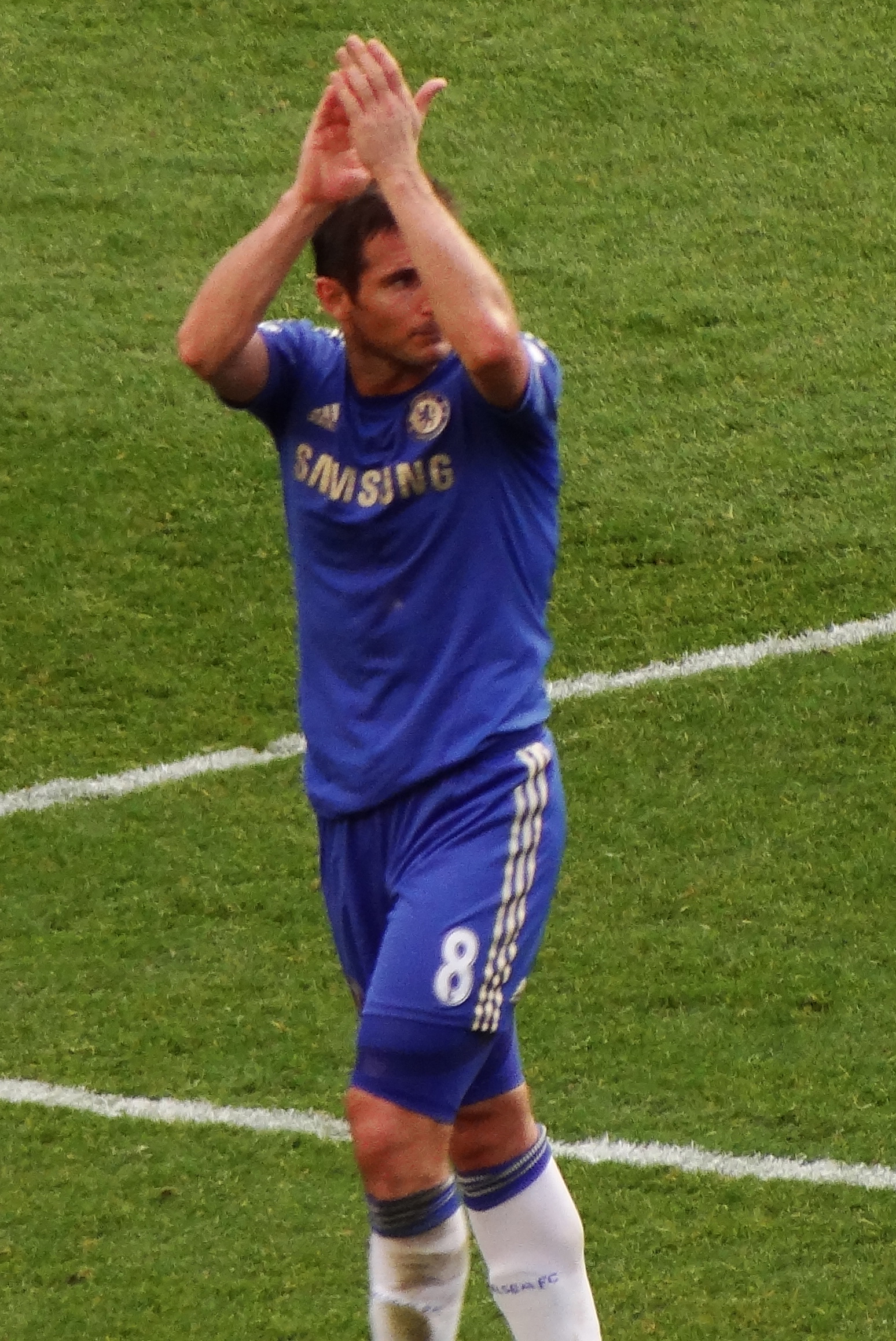
Frank Lampard.

| #  | Tên            | Giai đoạn   | Bàn thắng |
| -- | -------------- | ----------- | --------- |
| 1  | Frank Lampard  | 2001 - 2014 | 211       |
| 2  | Bobby Tambling | 1959 - 1970 | 202       |
| 3  | Kerry Dixon    | 1983 - 1992 | 193       |
| 4  | Didier Drogba  | 2004 - 2015 | 164       |
| 5  | Peter Osgood   | 1964 - 1979 | 150       |
| 6  | Roy Bentley    | 1948 - 1956 | 150       |
| 7  | Jimmy Greaves  | 1957 - 1961 | 132       |
| 8  | George Mills   | 1929 - 1943 | 125       |
| 9  | George Hilsdon | 1906 - 1912 | 108       |
| 10 | Barry Bridges  | 1958 - 1966 | 93        |

### Top 10 cầu thủ ra sân nhiều nhất cho Chelsea

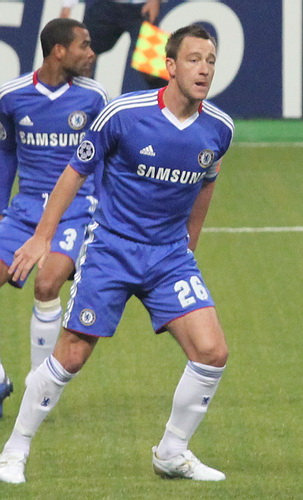
John Terry.

| #  | Tên             | Giai đoạn   | Số trận |
| -- | --------------- | ----------- | ------- |
| 1  | Ron Harris      | 1961 - 1980 | 795     |
| 2  | Peter Bonetti   | 1959 - 1979 | 729     |
| 3  | John Terry      | 1998 - 2017 | 708     |
| 4  | Frank Lampard   | 2001 - 2014 | 648     |
| 5  | John Hollins    | 1963 - 1994 | 592     |
| 6  | Petr Čech       | 2004 - 2015 | 486     |
| 7  | Dennis Wise     | 1990 - 2001 | 445     |
| 8  | Steve Clarke    | 1987 - 1998 | 425     |
| 9  | Kerry Dixon     | 1983 - 1992 | 420     |
| 10 | Eddie McCreadie | 1962 - 1974 | 410     |

## Phong cách chuyển nhượng

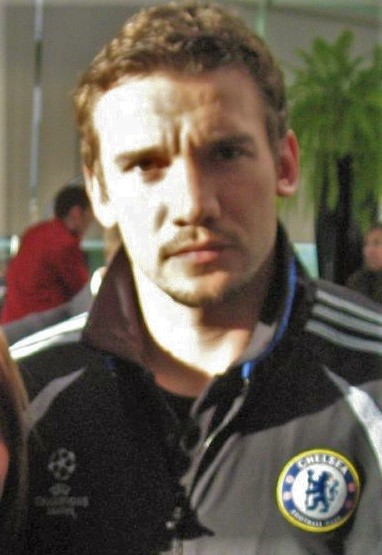
Andriy Shevchenko.

Khi Roman Abramovich lên nắm quyền tại Chelsea, ông chủ người Nga này đã bỏ ra rất nhiều tiền nhằm xây dựng Chelsea trở thành đội bóng vĩ đại nhất xứ sở sương mù. Mùa giải đầu tiên khi Abramovich chính thức ngồi vào chiếc ghế chủ tịch Chelsea, ông đã bỏ ra số tiền hơn 111 triệu bảng Anh, để đem về những cầu thủ chất lượng. Có thể kể đến như Hernán Crespo từ Inter Milan giá 17 triệu bảng, Adrian Mutu với 16 triệu bảng hay ký hợp đồng với một trong những tiền vệ thu hồi bóng xuất sắc nhất thế giới, Claude Makélélé của Real Madrid với mức phí 16 triệu bảng. Tuy nhiên mùa giải này Chelsea không thể giành danh hiệu nào, khiến Abramovich không hài lòng.
Hệ quả sau đó, Chelsea đã có huấn luyện viên mới, một người Bồ Đào Nha, José Mourinho. Từ đó Abramovich ưu tiên mua những cầu thủ quốc tịch Bồ Đào Nha hay những cầu thủ mà Mourinho yêu cầu để dễ dàng làm việc với Người đặc biệt. Lần lượt Paulo Ferreira, Ricardo Carvalho, Michael Essien và chân sút xuất sắc sau này của Chelsea là Didier Drogba đều đến Luân Đôn chơi bóng. Với chiến lược chuyển nhượng hiệu quả, Chelsea mùa giải đó đã lên ngôi vô địch Ngoại hạng Anh sau hơn 50 năm và tiếp tục bảo vệ thành công chức vô địch 1 năm sau đó.
Tuy nhiên những năm sau, Abramovich bắt đầu nhúng tay vào chuyên môn gây ảnh hưởng đến thành tích của Chelsea. Ông ký hợp đồng với tiền đạo Andriy Shevchenko khi ấy đã 29 tuổi với mức phí cao ngất ngưỡng 30 triệu bảng. Có những tin đồn cho rằng Abramovich chiêu mộ chân sút người Ukraine chỉ vì Shevchenko có mối quan hệ bạn bè thân thiết với chủ tịch của Chelsea. Và sau đó Shevchenko thi đấu không thực sự thành công trong màu áo The Blues, liên tục bị Mourinho cho ngồi dự bị và dẫn đến sự rạn nứt giữa Người đặc biệt với ông chủ người Nga.

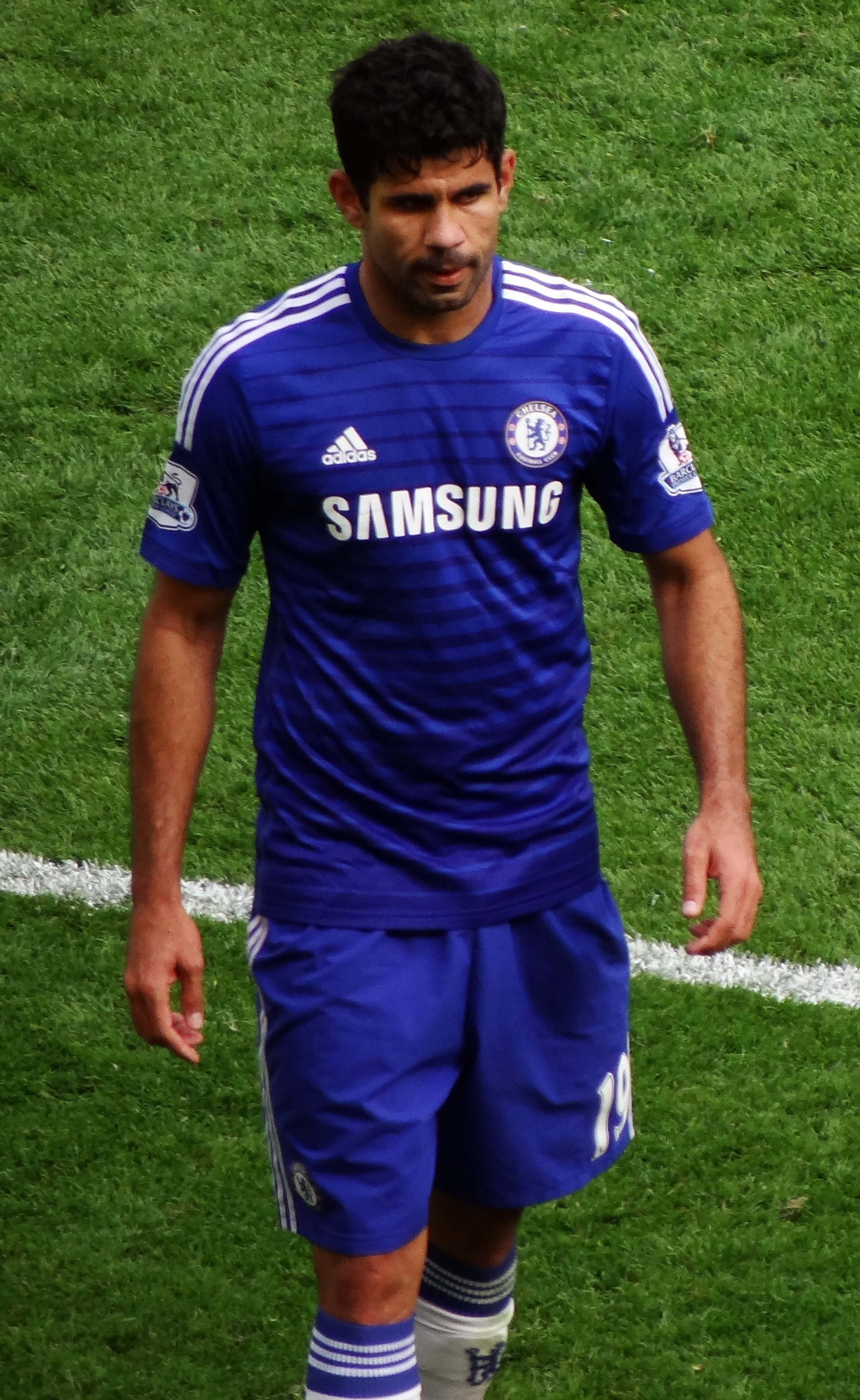
Diego Costa.

Sự can thiệp của Abramovich đã làm ngân sách Chelsea thu hẹp, dẫn đến việc chi tiêu lặt vặt vào thị trường chuyển nhượng khiến Chelsea mất vị thế ở Giải Ngoại Hạng. Vào kỳ chuyển nhượng mùa Đông năm 2011, Chelsea khi ấy đang là Đương kim vô địch của Giải đã thi đấu bết bát, hàng công mờ nhạt, hàng thủ chắp vá, Abramovich đã mang về sân Stamford Bridge tiền đạo Fernando Torres của Liverpool với mức giá kỷ lục của CLB là 50 triệu bảng Anh và trung vệ David Luiz của Benfica với 25 triệu bảng, Tuy nhiên chỉ một trong hai bản hợp đồng thi đấu thành công. Trong khi Luiz là thủ lĩnh hàng thủ thì Torres lại mờ nhạt trên hàng công. Điều này dẫn đến một mùa giải trắng tay của Chelsea.
Mùa giải tiếp theo, với mong muốn chinh phục UEFA Champions League, Chelsea đã chiêu mộ một trong những tiền vệ kiến thiết xuất sắc nhất ở Tây Ban Nha, Juan Mata với mức phí chuyển nhượng 24 triệu bảng. Và mong muốn của Abramovich đã thành hiện thực, Mata góp công lớn giúp Chelsea đăng quang chức vô địch vào cuối mùa giải đó. Mùa hè sang năm, với việc vô địch châu Âu, Stamford Bridge trở thành điểm đến của nhiêu ngôi sao trên thế giới. Chelsea tiếp tục ký hợp đồng với tiền vệ cánh Eden Hazard giá 32 triệu bảng và Oscar dos Santos với 23 triệu bảng. Mặc dù không thể bảo vệ ngôi vô địch tại đấu trường hạng nhất châu Âu, nhưng bộ đôi này cũng giúp The Blues đăng quang tại UEFA Europa League năm 2013.
Vào năm 2014, mùa giải thứ 2 trong nhiệm kỳ thứ hai của José Mourinho tại Chelsea, CLB đã lần lượt chia tay các công thần Frank Lampard, Ashley Cole, Fernando Torres ở cả ba tuyến và để chiều theo mong muốn của Mourinho, Abramovich đã chiêu mộ Diego Costa, Cesc Fabregas và Filipe Luís với tổng trị giá hơn 70 triệu bảng. Mùa giải đó, Diego Costa tỏ chứng tỏ giá trị của mình với 20 pha lập công, còn tiền vệ Cesc Fabregas đóng vai trò nhạc trưởng đã phát huy đúng sở trường của mình và sự đáp ứng về nhu cầu đó đã giúp Chelsea vô địch giải Ngoại hạng Anh vào cuối mùa, đồng thời đánh bại Tottenham Hotspur với tỉ số 2-0 trong đó có 1 bàn thắng của bản hợp đồng đầu mùa Diego Costa để giành lấy Cúp Liên Đoàn.
Mùa giải sau đó, Roman Abramovich chỉ đem về một bản hợp đồng lớn là Pedro Rodríguez từ Barcelona với mức phí khoảng 21 triệu bảng, còn lại là những cầu thủ trẻ, mà không bổ sung thêm bất cứ nhân sự nào, dẫn đến lối chơi của Chelsea bị bắt bài, kết quả mùa giải đó, Chelsea trắng tay trong khi José Mourinho đành bất lực và phải rời khỏi cương vị HLV. Nhận thấy cần sự đổi mới, ngay mùa hè 2016, Chelsea đã ký liền hợp đồng với ngôi sao mới nổi của bóng đá Bỉ, Michy Batshuayi với mức giá 33,2 triệu bảng Anh, qua đó trở thành bản hợp đồng đắt giá thứ 2 trong lịch sử CLB khi ấy, chỉ sau Fernando Torres. Đồng thời khi nhận thấy Nemanja Matic đã đánh mất phong độ của 1 tiền vệ đánh chặn, BLĐ của Chelsea đã thuyết phục được tiền vệ N'Golo Kanté, cầu thủ đã góp công lớn giúp Leicester lập kỳ tích vô địch Giải ngoại hạng mùa giải trước gia nhập đội bóng thành Luân Đôn khi trả cho "bầy cáo" 30 triệu bảng để lấy đi cầu thủ đánh chặn hay nhất của họ. Ngoài ra ông chủ người Nga này cũng đã mời gọi lại một người cũ, hậu vệ David Luiz từ Paris SG với số tiền phá vỡ hợp đồng là 30 triệu bảng đồng thời chiêu mộ 1 hậu vệ cánh người Tây Ban Nha, Marcos Alonso khi trả cho Fiorentina một khoản tiền lên đến 23 triệu bảng. Trong khi David Luiz và Marcos Alonso đóng vai trò thiết yếu trong sơ đồ 3-5-2 của tân huấn luyện viên Antonio Conte thì bản hợp đồng đắt giá Michy Batshuayi lại phải ngồi dự bị đã cho thấy chiến lược chuyển nhượng cho hàng tiền đạo của The Blues vẫn đang có vấn đề.

### Những thương vụ mua đắt giá nhất

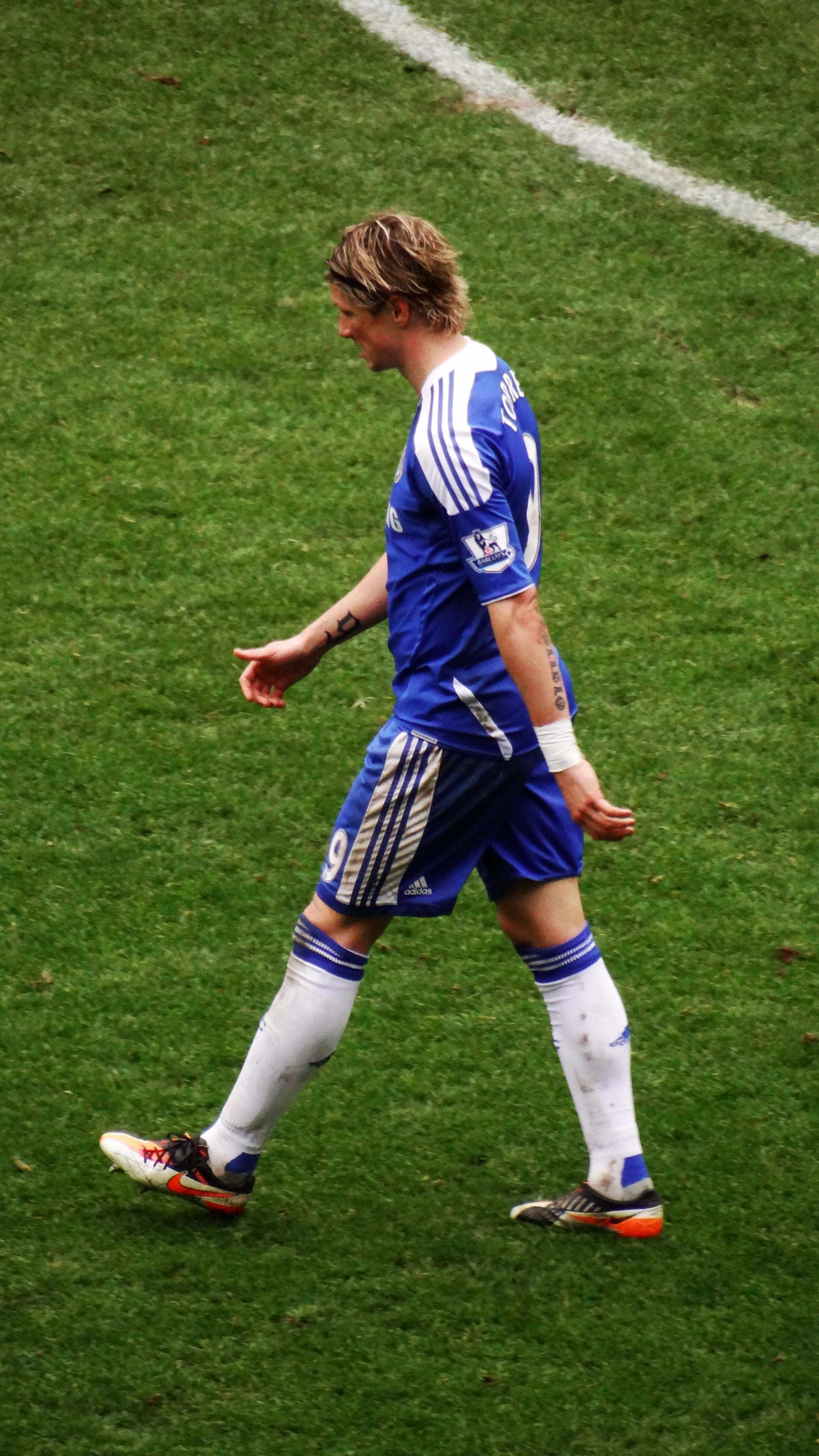
Fernando Torres.

| #  | Tên               | Từ               | Mức phí      | Giai đoạn |
| -- | ----------------- | ---------------- | ------------ | --------- |
| 1  | Enzo Fernández    | Benfica          | £107,000,000 | 2023      |
| 2  | Mykhailo Mudryk   | Shakhtar Donetsk | £88,500,000  | 2023      |
| 3  | Kepa Arrizabalaga | Athletic Bilbao  | £71,000,000  | 2018      |
| 4  | Álvaro Morata     | Real Madrid      | £58,000,000  | 2017      |
| 5  | Ben Chilwell      | Leicester City   | £50,000,000  | 2020      |
| 6  | Fernando Torres   | Liverpool        | £50,000,000  | 2011      |
| 7  | Michy Batshuayi   | Marseille        | £33,200,000  | 2016      |
| 8  | N'Golo Kanté      | Leicester City   | £32,000,000  | 2016      |
| 9  | Diego Costa       | Atlético Madrid  | £32,000,000  | 2014      |
| 10 | Eden Hazard       | Lille            | £32,000,000  | 2012      |

### Những thương vụ bán đắt giá nhất

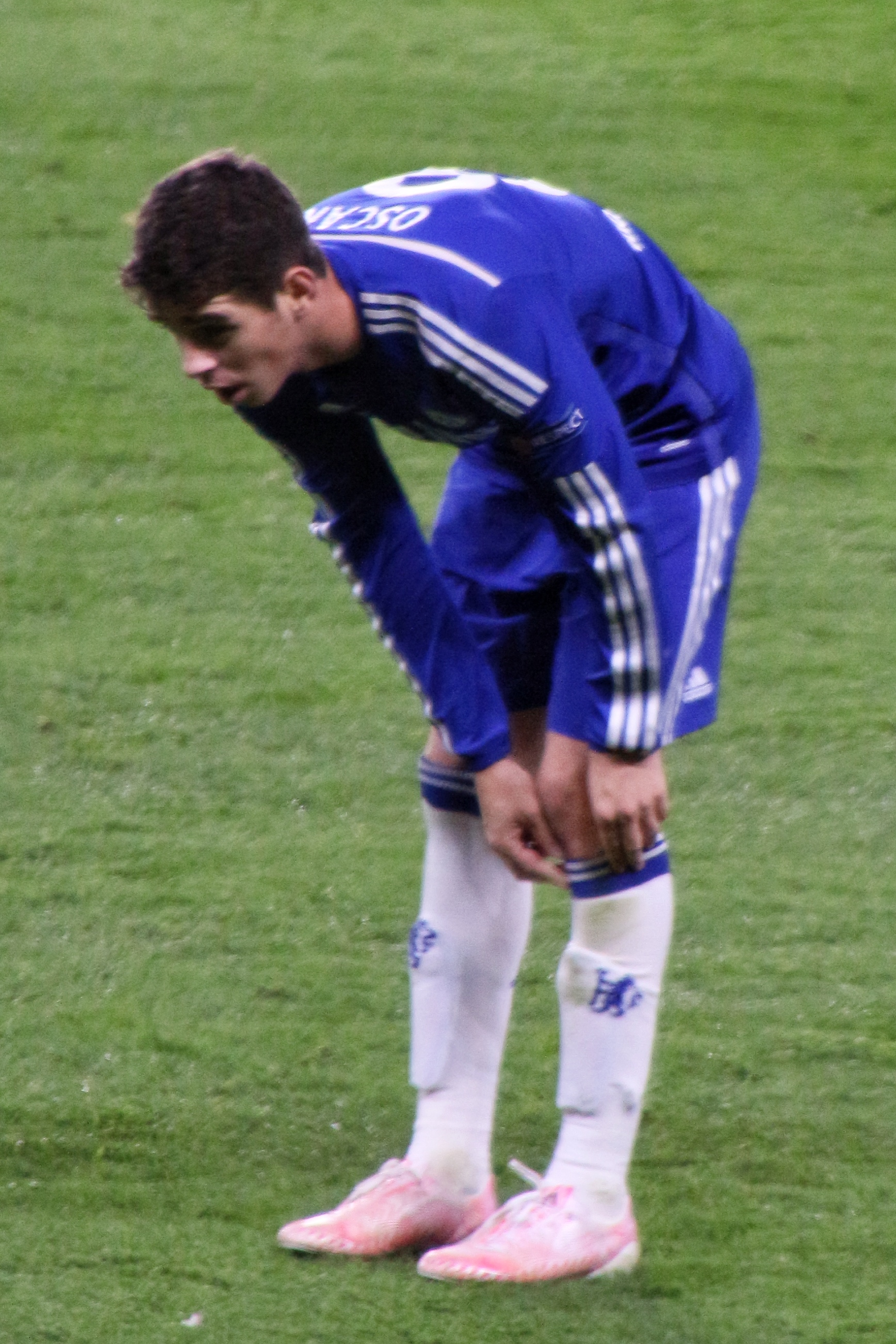
Oscar dos Santos.

| #  | Tên              | Đến             | Mức phí      | Giai đoạn |
| -- | ---------------- | --------------- | ------------ | --------- |
| 1  | Oscar dos Santos | Cảng Thượng Hải | £190,000,000 | 2016      |
| 2  | David Luiz       | Paris SG        | £50,000,000  | 2014      |
| 3  | Juan Mata        | Man United      | £37,100,000  | 2014      |
| 4  | Romelu Lukaku    | Everton         | £28,000,000  | 2014      |
| 5  | Arjen Robben     | Real Madrid     | £26,000,000  | 2007      |
| 6  | Ramires          | Jiangsu Suning  | £25,000,000  | 2016      |
| 7  | André Schürrle   | VfL Wolfsburg   | £22,000,000  | 2015      |
| 8  | Kevin De Bruyne  | VfL Wolfsburg   | £16,700,000  | 2014      |
| 9  | Yuri Zhirkov     | Anzhi           | £13,200,000  | 2011      |
| 10 | Daniel Sturridge | Liverpool       | £12,000,000  | 2013      |

## Chủ sở hữu và tài chính

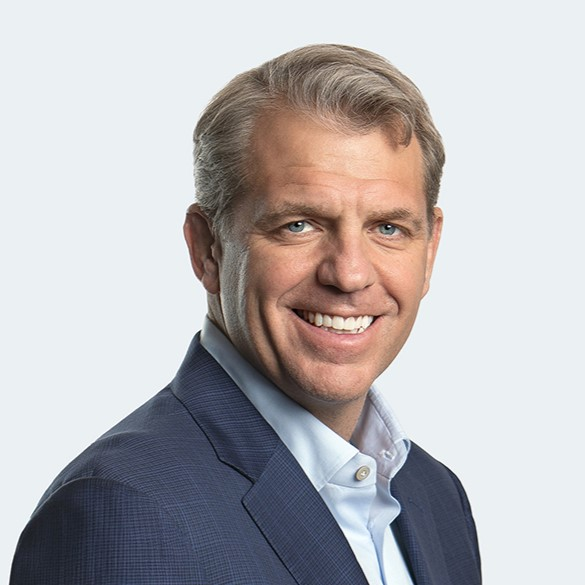
Todd Boehly hiện là chủ sở hữu của Chelsea

Chelsea F.C. được thành lập bởi Gus Mears năm 1905. Sau khi qua đời năm 1912, những hậu duệ của ông tiếp tục làm chủ đội bóng tới năm 1982, khi Ken Bates mua lại từ cháu trai Mears Brian Mears bới giá £1. Bates mua lại cổ phần kiểm soát câu lạc bộ và đưa Chelsea lên sàn chứng khoán AIM tháng 3 năm 1996. Tháng 7 năm 2003, Roman Abramovich thu mua hơn 50% cổ phần của Chelsea Village plc, bao gồm 29.5% của Bates, với giá 30 triệu bảng và trong những tuần sau đó mua lại 35% của hầu hết trong số 12.000 cổ đông còn lại, hoàn thành vụ thu mua 140 triệu bảng. Các cổ đông khác vào thời điểm tiếp quản là bất động sản Matthew Harding (21%), BSkyB (9.9%) và một vài nhà ủy thác vô danh. Sau khi vượt qua ngưỡng 90% cổ phần, Abramovich đưa câu lạc bộ trở lại tư nhân, hủy bỏ niêm yết trên AIM ngày 22 tháng 8 năm 2003. Ông cũng chịu trách nhiệm trả số nợ 80 triệu bảng của câu lạc bộ một cách nhanh chóng.
Sau đó, Abramovich đổi tên công ty sở hữu thành Chelsea FC plc, thuộc công ty mẹ Fordstam Limited, được kiểm soát bởi ông. Chelsea được tài trợ thêm bởi Abramovich thông qua khoản vay mềm không lãi suất mà được chuyển qua từ công ty mà ông nắm giữ Fordstam Limited. Khoản vay tính tới tháng 12 năm 2009 là 709 triệu bảng, khi họ chuyển đổi tất cả sang cổ phần của Abramovich, giúp câu lạc bộ thanh toán hoàn toàn số nợ, mặc dù vẫn còn một vài khoản nợ với nợ với Fordstam. Kể từ năm 2008 câu lạc bộ không còn khoản nợ nào bên ngoài.
Chelsea không có lợi nhuận trong chín năm đầu Abramovich sở hữu, kỷ lục là để thua lỗ 140 triệu bảng tháng 6 năm 2005. Tháng 12 năm 2012, Chelsea công bố lợi nhuận 1,4 triệu bảng cho tài khóa kết thúc vào ngày 30 tháng 6 năm 2012, lần đầu tiên câu lạc bộ có lãi dưới thời Abramovich. Say khi để thua lỗ năm 2013 họ lại có lợi nhuận kỷ lục 18,4 triệu bảng năm 2014.
Chelsea được xem là một thương hiệu toàn cầu; một báo cáo năm 2012 của Brand Finance xếp Chelsea là thương hiệu bóng đá xếp thứ năm với giá trị $398 triệu đô la Mỹ – tăng 27% so với năm trước đó, hơn 10 triệu đô so với thương hiệu thứ sáu, đối thủ thành Luân Đôn Arsenal – và được xếp hạng thương hiệu AA (rất mạnh). Năm 2016, tạp chí Forbes xếp Chelsea là câu lạc bộ bóng đá giá trị thứ bảy thế giới với giá trị 1,15 tỉ bảng Anh (1,66 tỉ đô la Mỹ). Cũng trong năm 2016, Chelsea xếp thứ tám trong Deloitte Football Money League với doanh thu thương mại hàng năm đạt 322,59 triệu bảng.

### Nhà tài trợ
Trang phục thi đấu của Chelsea đã được Nike sản xuất từ tháng 7 năm 2017. Trước đó, trang phục thi đấu này được sản xuất bởi Adidas, công ty ban đầu được ký hợp đồng cung cấp trang phục thi đấu của câu lạc bộ từ năm 2006 đến năm 2018. Mối quan hệ hợp tác này đã được gia hạn vào tháng 10 năm 2010 trong một thỏa thuận trị giá 160 triệu bảng trong hơn 8 năm. Thỏa thuận này một lần nữa được gia hạn vào tháng 6 năm 2013 trong một thỏa thuận trị giá 300 triệu bảng Anh trong 10 năm nữa. Vào tháng 5 năm 2016, Adidas thông báo rằng theo thỏa thuận chung, việc tài trợ trang phục thi đấu sẽ kết thúc sớm sáu năm vào ngày 30 tháng 6 năm 2017. Chelsea phải trả 40 triệu bảng tiền bồi thường cho Adidas. Vào tháng 10 năm 2016, Nike được công bố là nhà tài trợ trang phục thi đấu mới, trong một thỏa thuận trị giá 900 triệu bảng Anh trong 15 năm, cho đến năm 2032. Trước đây, bộ quần áo bóng đá này được sản xuất bởi Umbro (1975–81), Le Coq Sportif (1981–86), The Chelsea Collection (1986–87), Umbro (1987–2006) và Adidas (2006–2017).
Nhà tài trợ áo thi đấu đầu tiên của Chelsea là Gulf Air, được đồng ý trong mùa giải 1983–84. Câu lạc bộ sau đó được tài trợ bởi Grange Farms, Bai Lin Tea và Simod trước khi một thỏa thuận dài hạn được ký kết với Commodore International vào năm 1989; Amiga, một nhánh của Commodore, cũng xuất hiện trên áo sơ mi. Chelsea sau đó được tài trợ bởi bia Coors (1994–97), Autoglass (1997–2001), Emirates (2001–05), Samsung Mobile (2005–08), Samsung (2008–15) và Yokohama Tires (2015–20). Từ tháng 7 năm 2020, nhà tài trợ của Chelsea là Three, tuy nhiên, nó đã tạm thời ngừng tài trợ vào tháng 3 năm 2022 để đáp lại lệnh trừng phạt của chính phủ Vương quốc Anh đối với Abramovich. Nó khôi phục tài trợ của mình sau khi thay đổi quyền sở hữu của câu lạc bộ.
Sau khi giới thiệu các nhà tài trợ tay áo ở Premier League, Chelsea đã có Alliance Tires là nhà tài trợ tay áo đầu tiên trong mùa giải 2017–18, tiếp theo là Hyundai Motor Company trong mùa giải 2018–19. Bắt đầu từ mùa giải 2022–23, Tập đoàn Amber trở thành nhà tài trợ tay áo mới, với nền tảng tài sản kỹ thuật số hàng đầu WhaleFin xuất hiện trên tay áo của cả đội nam và nữ.
Câu lạc bộ cũng có nhiều nhà tài trợ và đối tác chính thức khác, bao gồm Cadbury, EA Sports,  GO Markets, Hublot, Levy Restaurants, MSC Cruises,  Parimatch,  Singha, Trivago và Zapp.

#### Nhà cung cấp kit và nhà tài trợ áo đấu
| Giai đoạn | Nhà sản xuất áo đấu | Nhà tài trợ áo (ngực) | Nhà tài trợ áo (tay áo) |
| --------- | ------------------- | --------------------- | ----------------------- |
| 1975–1981 | Umbro               | —                     | —                       |
| 1981–1983 | Le Coq Sportif      | —                     | —                       |
| 1983–1984 | Le Coq Sportif      | Gulf Air              | —                       |
| 1984–1986 | Le Coq Sportif      | —                     | —                       |
| 1986–1987 | —                   | Bai Lin Tea / Simod   | —                       |
| 1987–1993 | Umbro               | Commodore             | —                       |
| 1993–1994 | Umbro               | Amiga                 | —                       |
| 1994–1997 | Umbro               | Coors                 | —                       |
| 1997–2001 | Umbro               | Autoglass             | —                       |
| 2001–2005 | Umbro               | Emirates              | —                       |
| 2005–2006 | Umbro               | Samsung               | —                       |
| 2006–2015 | Adidas              | Samsung               | —                       |
| 2015–2017 | Adidas              | Yokohama Tyres        | —                       |
| 2017–2018 | Nike                | Yokohama Tyres        | Alliance Tire Company   |
| 2018–2020 | Nike                | Yokohama Tyres        | Hyundai                 |
| 2020–2022 | Nike                | Three                 | Hyundai                 |
| 2022–2023 | Nike                | Three                 | WhaleFin                |
| 2023–2024 | Nike                | Infinite Athlete      | BingX                   |
| 2024–2025 | Nike                |                       | Fever                   |
| 2025      | Nike                | DAMAC                 | Live Nation             |

## Điều hành

### Ban lãnh đạo
Chelsea FC plc là công ty sở hữu Chelsea. Công ty mẹ của Chelsea FC plc là Fordstam Limited và người kiểm soát Fordstam Limited là Roman Abramovich.
Ngày 22 tháng 10 năm 2014, Chelsea thông báo Ron Gourlay, sau mười năm thành công cùng câu lạc bộ trong đó có năm năm làm Giám đốc điều hành, rời Chelsea để theo đuổi cơ hội kinh doanh mới. Ngày 27 tháng 10 năm 2014, Chelsea công bố Christian Purslow sẽ gia nhập câu lạc bộ để điều hành các hoạt động thương mại toàn cầu và sau đó cũng không bổ nhiệm thêm bất cứ vị trí cấp cao nào khác khi Chủ tịch Bruce Buck và Giám đốc Marina Granovskaia đảm nhận trách nhiệm điều hành.
| Vị trí             | Nhân sự                          |
| ------------------ | -------------------------------- |
| Chủ sở hữu         | Todd Boehly                      |
| Chủ tịch           | Todd Boehly                      |
| Chủ tịch danh dự   | Richard Attenborough (1923–2014) |
| Cố vấn cao cấp     | Bruce Buck                       |
| Giám đốc           | Behdad Eghbali                   |
| Giám đốc           | José E. Feliciano                |
| Giám đốc           | Mark Walter                      |
| Giám đốc           | Hansjörg Wyss                    |
| Giám đốc           | Jonathan Goldstein               |
| Giám đốc           | Barbara Charone                  |
| Giám đốc           | Daniel Finkelstein               |
| Giám đốc           | James Pade                       |
| Giám đốc điều hành | David Barnard                    |
| Giám đốc thể thao  | Todd Boehly (interim)            |
| Đại sứ             | Carlo Cudicini                   |

Nguồn: Chelsea F.C.

### Ban huấn luyện
Bernardo Cueva
| Vị trí                             | Nhân sự          |
| ---------------------------------- | ---------------- |
| HLV trưởng                         | Enzo Maresca     |
| Trợ lý HLV trưởng                  | Willy Caballero  |
| Trợ lý huấn luyện                  | Roberto Vitiello |
| Trợ lý huấn luyện                  | Danny Walker     |
| HLV thủ môn                        | Henrique Hilário |
| HLV thủ môn                        | Ben Roberts      |
| HLV thủ môn                        | James Russell    |
| HLV thể lực                        | Marcos Alvarez   |
| Trưởng nhóm tuyển trạch quốc tế    | Scott McLachlan  |
| Giám đốc y tế                      | Paco Biosca      |
| Trưởng nhóm phát triển cầu thủ trẻ | Neil Bath        |
| HLV đội trẻ                        | Andy Myers       |

Nguồn: Chelsea F.C.

## Trong văn hóa đại chúng
Năm 1930, Chelsea xuất hiện ở một trong những bộ phim về bóng đá sớm nhất, The Great Game. Cựu tiền đạo trung tâm của Chelsea, Jack Cock, khi ấy đang thi đấu cho Millwall, là ngôi sao của bộ phim với một vài cảnh được quay ở Stamford Bridge, bao gồm trên sân, phòng họp và phòng thay đồ. Bộ phim có sự góp mặt với vai trò khách mời bởi các cầu thủ Chelsea khi đó Andrew Wilson, George Mills, và Sam Millington. Do những tai tiếng của Chelsea Headhunters, một hội bóng đá có liên hệ với câu lạc bộ, Chelsea cũng xuất hiện trong các bộ phim về nạn hooligan bóng đá, bao gồm bộ phim năm 2004 The Football Factory. Chelsea cũng xuất hiện trong bộ phim tiếng Hindi Jhoom Barabar Jhoom. Tháng Tư 2011, chương trình hài của Montenegro Nijesmo mi od juče thực hiện một tập mà trong đó Chelsea thi đấu với FK Sutjeska Nikšić ở vòng loại UEFA Champions League.
Cho tới những năm 1950, câu lạc bộ đã có sự liên kết dài lâu với các ca vũ trường; họ thường cung cấp các nghệ sĩ hài như George Robey. Đỉnh điểm là khi nghệ sĩ hài Norman Long phát hành một ca khúc mới lạ năm 1933, với tiêu đề "On the Day That Chelsea Went and Won the Cup", lời bài há mô tả một loạt các điểm kỳ lạ và không thường xuyên xảy ra vào ngày mà Chelsea cuối cùng cũng giành được một danh hiệu. Trong bộ phim năm 1935 The 39 Steps của Alfred Hitchcock, Mr Memory tuyên bố lần cuối Chelsea giành Cup là vào năm 63 trước công nguyên, "trong chiều đại của Hoàng đế Nero." Một cảnh trong tập phim năm 1980 của Minder được ghi hình trong một trận đấu thật tại sân Stamford Bridge giữa Chelsea và Preston North End khi Terry McCann (do Dennis Waterman thủ vai) đứng trên nóc khán đài.
Ca khúc "Blue is the Colour" được cho ra mắt đĩa đơn để khơi gợi tinh thần trước trận chung kết League Cup 1972, khi tất cả các cầu thủ đội một Chelsea góp giọng hát; ca khúc đã đạt vị trí thứ năm tại UK Singles Chart. Bài hát sau đó được một số câu lạc bộ thể thao trên thế giới lựa chọn làm ca khúc của câu lạc bộ, bao gồm cả Vancouver Whitecaps (với tựa "White is the Colour") và Saskatchewan Roughriders (với tựa "Green is the Colour"). Để lên tinh thần cho Chung kết FA Cup 1997, ca khúc "Blue Day", được biểu diễn bởi Suggs và các thành viên Chelsea, đạt vị trí thứ 22 trong bảng xếp hạng Anh Quốc. Bryan Adams, một cổ động viên của Chelsea, dành riêng bài hát "We're Gonna Win" trong album 18 Til I Die cho câu lạc bộ.

## Đội nữ Chelsea
Chelsea có một đội bóng đá nữ, Chelsea Women. Họ bắt đầu có liên kết với đội nam từ năm 2004 và là một phần trong chương trình phát triển cộng đồng của câu lạc bộ. Họ thi đấu các trận đấu sân nhà trên sân Wheatsheaf Park, sân nhà của câu lạc bộ Conference South Staines Town. Câu lạc bộ lên Premier Division lần đầu năm 2005 với tư cách đội vô địch Southern Division và từng giành Surrey County Cup các năm 2003–04, 2006–10, 2012, và 2013. Năm 2010 Chelsea Women trở thành một trong tám thành viên sáng lập FA Women's Super League. Năm 2015, Chelsea Women vô địch FA Women's Cup lần đầu tiên, đánh bại Notts County Ladies trên sân vận động Wembley, và một tháng sau giành chức vô địch FA Women's Super League để hoàn thành cú đúp danh hiệu. John Terry, cựu đội trưởng của đội nam Chelsea, là Chủ tịch của Chelsea Women.

## Đội hình

### Đội hình chính
Tính đến 5 tháng 7 năm 2025
Ghi chú: Quốc kỳ chỉ đội tuyển quốc gia được xác định rõ trong điều lệ tư cách FIFA. Các cầu thủ có thể giữ hơn một quốc tịch ngoài FIFA.
| Số | VT | Quốc gia    | Cầu thủ                  |
| -- | -- | ----------- | ------------------------ |
| 1  | TM | Tây Ban Nha | Robert Sánchez           |
| 3  | HV | Tây Ban Nha | Marc Cucurella           |
| 4  | HV | Anh         | Tosin Adarabioyo         |
| 5  | HV | Pháp        | Benoît Badiashile        |
| 6  | HV | Anh         | Levi Colwill             |
| 7  | TĐ | Bồ Đào Nha  | Pedro Neto               |
| 8  | TV | Argentina   | Enzo Fernández (đội phó) |
| 9  | TĐ | Anh         | Liam Delap               |
| 10 | TV | Anh         | Cole Palmer              |
| 11 | TĐ | Anh         | Noni Madueke             |
| 12 | TM | Đan Mạch    | Filip Jörgensen          |
| 14 | TV | Bồ Đào Nha  | Dário Essugo             |
| 15 | TĐ | Sénégal     | Nicolas Jackson          |
| 17 | TV | Brasil      | Andrey Santos            |
| 18 | TĐ | Pháp        | Christopher Nkunku       |
| 19 | HV | Pháp        | Mamadou Sarr             |
| 20 | TĐ | Brasil      | João Pedro               |

| Số | VT | Quốc gia    | Cầu thủ                  |
| -- | -- | ----------- | ------------------------ |
| 22 | TV | Anh         | Kiernan Dewsbury-Hall    |
| 23 | HV | Anh         | Trevoh Chalobah          |
| 24 | HV | Anh         | Reece James (đội trưởng) |
| 25 | TV | Ecuador     | Moisés Caicedo           |
| 27 | HV | Pháp        | Malo Gusto               |
| 29 | HV | Pháp        | Wesley Fofana            |
| 30 | HV | Argentina   | Aarón Anselmino          |
| 32 | TĐ | Anh         | Tyrique George           |
| 34 | HV | Anh         | Josh Acheampong          |
| 37 | TV | Anh         | Omari Kellyman           |
| 38 | TĐ | Tây Ban Nha | Marc Guiu                |
| 39 | TM | Bỉ          | Mike Penders             |
| 44 | TM | Hoa Kỳ      | Gabriel Slonina          |
| 45 | TV | Bỉ          | Roméo Lavia              |
| —  | TV | Ecuador     | Kendry Páez              |
| —  | TĐ | Brasil      | Estêvão                  |
| —  | TĐ | Anh         | Jamie Gittens            |

### Cho mượn
Tính đến 31 tháng 8 năm 2024
Ghi chú: Quốc kỳ chỉ đội tuyển quốc gia được xác định rõ trong điều lệ tư cách FIFA. Các cầu thủ có thể giữ hơn một quốc tịch ngoài FIFA.
| Số | VT | Quốc gia    | Cầu thủ                                                           |
| -- | -- | ----------- | ----------------------------------------------------------------- |
| —  | TM | Tây Ban Nha | Kepa Arrizabalaga (tại AFC Bournemouth đến 30 tháng 6 năm 2025)   |
| —  | TM | Wales       | Eddie Beach (tại Crawley Town đến 30 tháng 6 năm 2025)            |
| —  | TM | Anh         | Luke Campbell (tại Hendon đến 30 tháng 6 năm 2025)                |
| —  | TM | Anh         | Ted Curd (tại Hampton & Richmond Borough đến 30 tháng 6 năm 2025) |
| —  | TM | Serbia      | Đorđe Petrović (tại Strasbourg đến 30 tháng 6 năm 2025)           |
| —  | TM | Anh         | Teddy Sharman-Lowe (tại Doncaster Rovers đến 30 tháng 6 năm 2025) |
| —  | TM | Hoa Kỳ      | Gabriel Slonina (tại Barnsley đến 30 tháng 6 năm 2025)            |
| —  | HV | Argentina   | Aaron Anselmino (tại Boca Juniors đến 30 tháng 6 năm 2025)        |
| —  | HV | Anh         | Trevoh Chalobah (tại Crystal Palace đến 30 tháng 6 năm 2025)      |
| —  | HV | Anh         | Alfie Gilchrist (tại Sheffield United đến 30 tháng 6 năm 2025)    |

| Số | VT | Quốc gia | Cầu thủ                                                      |
| -- | -- | -------- | ------------------------------------------------------------ |
| —  | HV | Anh      | Bashir Humphreys (tại Burnley đến 30 tháng 6 năm 2025)       |
| —  | HV | Hoa Kỳ   | Caleb Wiley (tại Strasbourg đến 30 tháng 6 năm 2025)         |
| —  | HV | Anh      | Dylan Williams (tại Burton Albion đến 30 tháng 6 năm 2025)   |
| —  | TV | Anh      | Leo Castledine (tại Shrewsbury Town đến 30 tháng 6 năm 2025) |
| —  | TV | Brasil   | Andrey Santos (tại Strasbourg đến 30 tháng 6 năm 2025)       |
| —  | TV | Pháp     | Lesley Ugochukwu (tại Southampton đến 30 tháng 6 năm 2025)   |
| —  | TĐ | Albania  | Armando Broja (tại Everton đến 30 tháng 6 năm 2025)          |
| —  | TĐ | Anh      | Raheem Sterling (tại Arsenal đến 30 tháng 6 năm 2025)        |
| —  | TĐ | Anh      | Ronnie Stutter (tại Burton Albion đến 30 tháng 6 năm 2025)   |

### Những cầu thủ khác theo hợp đồng
Tính đến 30 tháng 8 năm 2024
Ghi chú: Quốc kỳ chỉ đội tuyển quốc gia được xác định rõ trong điều lệ tư cách FIFA. Các cầu thủ có thể giữ hơn một quốc tịch ngoài FIFA.
| Số | VT | Quốc gia    | Cầu thủ            |
| -- | -- | ----------- | ------------------ |
| —  | TĐ | Bờ Biển Ngà | David Datro Fofana |

### Đội trẻ và Học viện
Ghi chú: Quốc kỳ chỉ đội tuyển quốc gia được xác định rõ trong điều lệ tư cách FIFA. Các cầu thủ có thể giữ hơn một quốc tịch ngoài FIFA.
| Số | VT | Quốc gia | Cầu thủ           |
| -- | -- | -------- | ----------------- |
| 32 | TĐ | Anh      | Tyrique George    |
| 36 | TĐ | Brasil   | Deivid Washington |
| —  | HV | Anh      | Josh Acheampong   |

| Số | VT | Quốc gia | Cầu thủ         |
| -- | -- | -------- | --------------- |
| —  | TV | Phần Lan | Jimi Tauriainen |
| —  | TV | Anh      | Alex Matos      |
| —  | TV | Anh      | Harvey Vale     |

### Số áo vinh danh:
- 25:  Gianfranco Zola

## Cầu thủ xuất sắc nhất năm
| Năm  | Người giành giải |
| ---- | ---------------- |
| 1967 | Peter Bonetti    |
| 1968 | Charlie Cooke    |
| 1969 | David Webb       |
| 1970 | John Hollins     |
| 1971 | John Hollins     |
| 1972 | David Webb       |
| 1973 | Peter Osgood     |
| 1974 | Gary Locke       |
| 1975 | Charlie Cooke    |
| 1976 | Ray Wilkins      |
| 1977 | Ray Wilkins      |

| Năm  | Người giành giải  |
| ---- | ----------------- |
| 1978 | Micky Droy        |
| 1979 | Tommy Langley     |
| 1980 | Clive Walker      |
| 1981 | Petar Borota      |
| 1982 | Mike Fillery      |
| 1983 | Joey Jones        |
| 1984 | Pat Nevin         |
| 1985 | David Speedie     |
| 1986 | Eddie Niedzwiecki |
| 1987 | Pat Nevin         |
| 1988 | Tony Dorigo       |

| Năm  | Người giành giải |
| ---- | ---------------- |
| 1989 | Graham Roberts   |
| 1990 | Ken Monkou       |
| 1991 | Andy Townsend    |
| 1992 | Paul Elliott     |
| 1993 | Frank Sinclair   |
| 1994 | Steve Clarke     |
| 1995 | Erland Johnsen   |
| 1996 | Ruud Gullit      |
| 1997 | Mark Hughes      |
| 1998 | Dennis Wise      |
| 1999 | Gianfranco Zola  |

| Năm  | Người giành giải |
| ---- | ---------------- |
| 2000 | Dennis Wise      |
| 2001 | John Terry       |
| 2002 | Carlo Cudicini   |
| 2003 | Gianfranco Zola  |
| 2004 | Frank Lampard    |
| 2005 | Frank Lampard    |
| 2006 | John Terry       |
| 2007 | Michael Essien   |
| 2008 | Joe Cole         |
| 2009 | Frank Lampard    |
| 2010 | Didier Drogba    |

| Năm  | Người giành giải |
| ---- | ---------------- |
| 2011 | Petr Čech        |
| 2012 | Juan Mata        |
| 2013 | Juan Mata        |
| 2014 | Eden Hazard      |
| 2015 | Eden Hazard      |
| 2016 | Willian          |
| 2017 | Eden Hazard      |
| 2018 | N'Golo Kanté     |
| 2019 | Eden Hazard      |
| 2020 | Mateo Kovačić    |
| 2021 | Mason Mount      |
| 2022 | Mason Mount      |
| 2023 | Thiago Silva     |
| 2024 | Cole Palmer      |
| 2025 | Moisés Caicedo   |

Nguồn: Chelsea F.C.

## Các huấn luyện viên nổi bật
Dưới đây là các huấn luyện viên giành ít nhất một danh hiệu khi dẫn dắt Chelsea:
| Tên               | Giai đoạn           | Danh hiệu                                                                 |
| ----------------- | ------------------- | ------------------------------------------------------------------------- |
| Ted Drake         | 1952–1961           | First Division Championship, Charity Shield                               |
| Tommy Docherty    | 1962–1967           | League Cup                                                                |
| Dave Sexton       | 1967–1974           | Cúp FA, UEFA Cup Winners' Cup                                             |
| John Neal         | 1981–1985           | Second Division Championship                                              |
| John Hollins      | 1985–1988           | Full Members Cup                                                          |
| Bobby Campbell    | 1988–1991           | Second Division Championship, Full Members Cup                            |
| Ruud Gullit       | 1996–1998           | Cúp FA                                                                    |
| Gianluca Vialli   | 1998–2000           | Cúp FA, League Cup, Charity Shield, UEFA Cup Winners' Cup, UEFA Super Cup |
| José Mourinho     | 2004–2007 2013–2015 | 3 Premier League, 3 League Cup, Cúp FA, FA Community Shield               |
| Guus Hiddink      | 2009 2015–2016      | Cúp FA                                                                    |
| Carlo Ancelotti   | 2009–2011           | Premier League, Cúp FA, FA Community Shield                               |
| Roberto Di Matteo | 2012                | Cúp FA, UEFA Champions League                                             |
| Rafael Benítez    | 2012–2013           | UEFA Europa League                                                        |
| Antonio Conte     | 2016–2018           | Premier League, Cúp FA                                                    |
| Maurizio Sarri    | 2018–2019           | UEFA Europa League                                                        |
| Thomas Tuchel     | 2021–2022           | UEFA Champions League, UEFA Super Cup, FIFA Club World Cup                |
| Enzo Maresca      | 2024–nay            | UEFA Conference League, FIFA Club World Cup                               |

## Danh hiệu
Bài chi tiết: Danh sách kỷ lục và số liệu thống kê Chelsea F.C.
Sau khi giành chức vô địch UEFA Europa League 2012–13, Chelsea trở thành đội thứ tư trong lịch sử giành đủ "Bộ 3 cúp châu Âu" với European Cup/UEFA Champions League, European Cup Winners' Cup/UEFA Cup Winners' Cup, và UEFA Cup/UEFA Europa League sau Juventus, Ajax, Bayern Munich và cũng là câu lạc bộ Anh đầu tiên sở hữu cả ba danh hiệu lớn của UEFA. Sau khi vô địch UEFA Conference League 2024–25, Chelsea trở thành đội đầu tiên vô địch cả 4 giải đấu hàng đâu châu Âu.

### Quốc nội

#### Giải quốc gia
- First Division / Premier League

Vô địch (6): 1954–55, 2004–05, 2005–06, 2009–10, 2014–15, 2016–17
- Second Division / Championship

Vô địch (2): 1983–84, 1988–89

#### Cúp
- FA Cup

Vô địch (8): 1969–70, 1996–97, 1999–2000, 2006–07, 2008–09, 2009–10, 2011–12, 2017–18
- Football League Cup

Vô địch (5): 1964–65, 1997–98, 2004–05, 2006–07, 2014–15
- FA Community Shield

Vô địch (4): 1955, 2000, 2005, 2009
- Full Members' Cup

Vô địch (2): 1985–86, 1989–90

### Châu Âu
- UEFA Champions League

Vô địch (2): 2011–12, 2020–21
- UEFA Europa League

Vô địch (2): 2012–13, 2018–19
- UEFA Conference League

Vô địch (1): 2024–25
- UEFA Cup Winners' Cup

Vô địch (2): 1970–71, 1997–98
- UEFA Super Cup

Vô địch (2): 1998, 2021

### Giải thế giới
- FIFA Club World Cup

Vô địch (2): 2021, 2025

### Cú đúp
- 1997–98: League Cup và European Cup Winners' Cup
- 2004–05: Premier League và League Cup
- 2006–07: FA Cup và League Cup
- 2009–10: Premier League và FA Cup
- 2011–12: FA Cup và UEFA Champions League
- 2014–15: Premier League và League Cup
- 2024–25: UEFA Conference League và FIFA Club World Cup